# Louvre
Het Louvre (Frans: Musée du Louvre of kortweg: Le Louvre) is een van 's werelds grootste musea, ondergebracht in een paleis waar eeuwenlang de koningen van Frankrijk resideerden. Het ligt in het 1e arrondissement van de Franse hoofdstad Parijs net ten noorden van de Seine. Het bestaat uit drie vleugels: de Richelieu-vleugel, de Sully-vleugel en de Denon-vleugel. De Mona Lisa van Leonardo da Vinci is waarschijnlijk het beroemdste stuk uit de collectie van het Louvre. Het museum maakt deel uit van de Réunion des musées nationaux et du Grand Palais des Champs-Élysées. Het is sinds jaren 's werelds meest bezochte museum.

## Het Louvre van kasteel tot paleis
Het Louvre is gevestigd in een van oorsprong middeleeuws kasteel dat door de koningen van Frankrijk werd gebruikt. Het eerste kasteel op deze plek, door Filips II in 1190 gebouwd rondom een donjon, lag toen aan de westkant van de stad. De voornaamste residentie van de Franse koningen in Parijs was echter het Palais de la Cité op het Île de la Cité. Nadat de Orde van Tempeliers rond 1307 in ongenade gevallen was, werd het Louvre het onderkomen van de koninklijke schatkist, die eerst in het hoofdkwartier van de Tempeliers werd bewaard.
De Franse koning Karel V maakte het kasteel, dat door stadsuitbreiding zijn strategische betekenis had verloren, tot zijn koninklijk paleis. Als liefhebber van kunst gaf hij het Louvre alvast iets van zijn toekomstige functie door zijn bibliotheek er onder te brengen. Volgens een inventaris van 1368 telde de bibliotheek 917 werken. Karel was een fervent verzamelaar en voegde tussen 1373 en 1380 76 nieuwe boeken toe aan zijn bibliotheek.

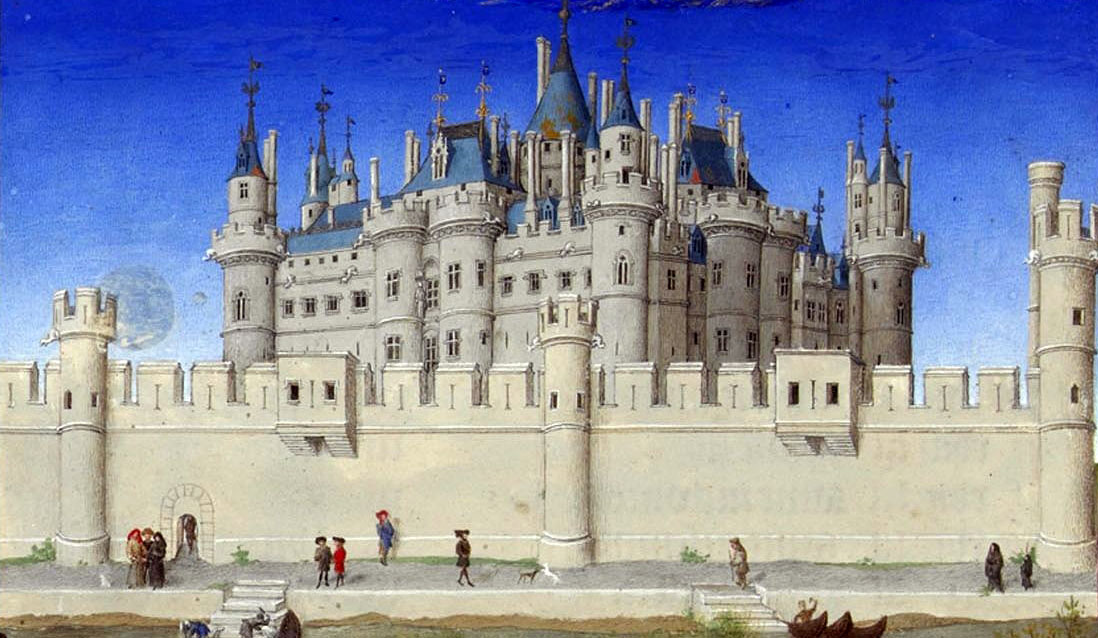
Paleis het Louvre, Les Très Riches Heures du duc de Berry, Oktober (detail), 15e eeuw

Het paleis leed zwaar onder de Honderdjarige Oorlog en hoewel Frans I erop aandrong om het paleis te herbouwen, duurde het tot 1528 tot er iets definitiefs gebeurde. In dit jaar werd de donjon van Filips II afgebroken. Er werden plannen ontwikkeld om het kasteel in de heersende Renaissancestijl weer op te bouwen en in 1546 werd Pierre Lescot aangesteld om zijn plan, vier vleugels rondom een ruime binnenplaats (de Cour Carrée), te verwezenlijken. Dit complex vormt het oudste deel van het huidige Louvre en komt overeen met de 'Sully'-vleugel. De bouwactiviteiten omspanden de regeerperiodes van Frans I, Hendrik II en Karel IX, maar toen waren slechts twee van de vier vleugels verwezenlijkt.
Catharina de' Medici liet vanaf 1564 een nieuw paleis optrekken op zo'n 500 meter ten westen van het Louvre, de Tuilerieën, en onder Hendrik IV werd dit paleis met het Louvre verbonden door een vleugel langs de Seine, de kern van de huidige Denon-vleugel. De vleugels rondom de Cour Carrée werden pas in de zeventiende eeuw voltooid.
Het plan van Hendrik IV, le grand dessin genoemd, diende als leidraad voor alle volgende generaties die zich met het uitbreiden en verbeteren van het Louvre bezighielden. Dit proces ging, met vallen en opstaan, tot Lodewijk XIV besloot zijn residentie te verplaatsen naar het Paleis van Versailles. Het Louvre raakte in onbruik als paleis en kreeg verschillende functies.

## Het Louvre van paleis tot museum

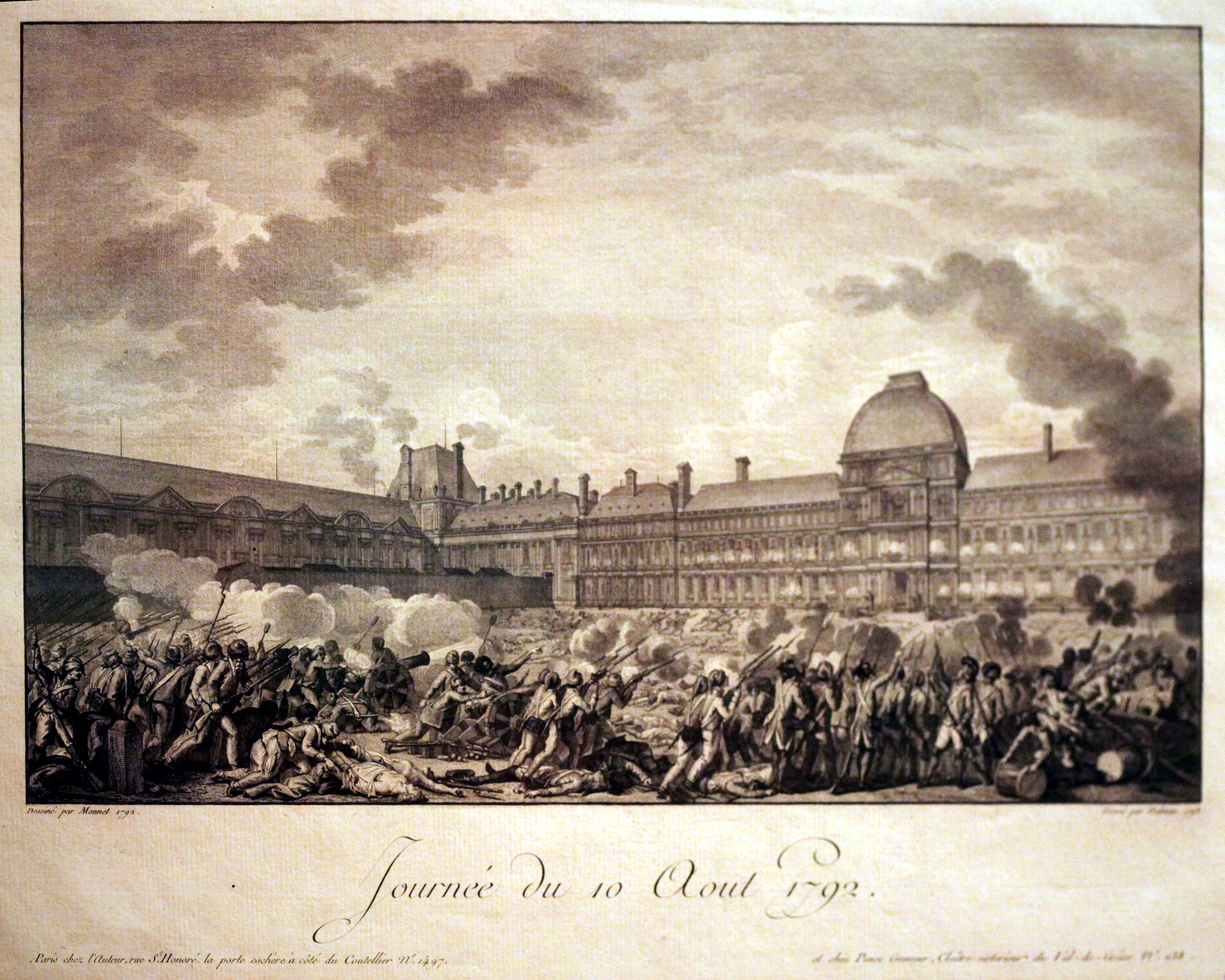
Het Louvre op 10 augustus 1792

De markies van Marigny, door Lodewijk XIV als beheerder van het Louvre aangesteld. Ondanks een beperkt budget liet Jacques-Germain Soufflot de Cour Carrée voltooien. In 1779 kreeg de nieuwe beheerder, de graaf van Angiviller, het idee om het Louvre te gebruiken als onderkomen voor (een gedeelte van) de koninklijke kunstcollectie. Zijn idee kreeg echter geen tijd om waarheid te worden door de Franse Revolutie. Hoewel er door de revolutie geen koning meer was, werd het Louvre toch niet gezien als volledig volksbezit. D’Angiviller zette zijn idee voor een museum door bij de nieuwe machthebbers, die inzagen dat de nationale kunstcollectie beschermd moest worden tegen de verwoestingen die de revolutie met zich meebracht. Het idee van een nationaal erfgoed begon zich te ontwikkelen en in 1791 besliste de Wetgevende Vergadering dat in het Louvre een museum gevestigd moest worden. Op 10 augustus 1793 werd het Louvre geopend als museum, een van de oudste ter wereld.
Nog ouder zijn het Ashmolean Museum (1683), het museum van Dresden (1744), het Teylers Museum (1778) en de Vaticaanse Musea (1784). De woelige beginjaren van het museum tijdens de Franse Revolutie zijn het onderwerp van het stripboek De hemel boven het Louvre van Jean-Claude Carrière en Bernar Yslaire.

## Het Louvre als museum

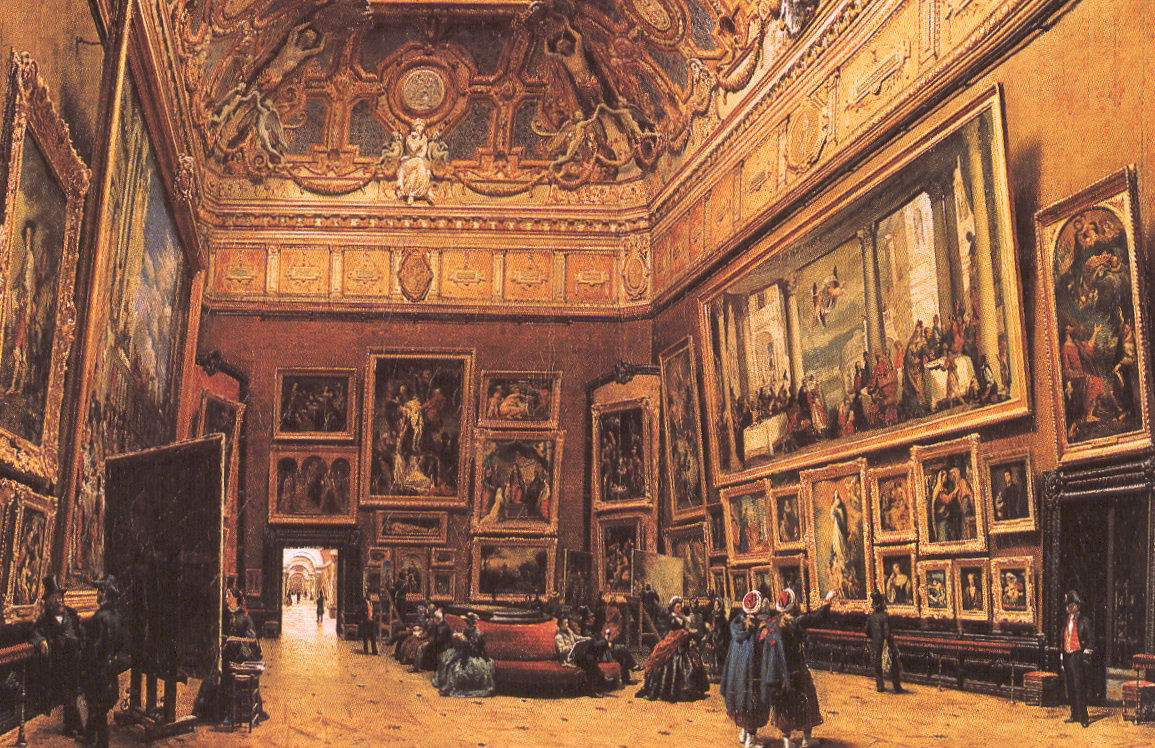
Het Louvre in de 19de eeuw

Van paleis was het Louvre nu een museum geworden, maar zowel in de collectie als in het uiterlijk van het gebouw zouden er nog veel dingen veranderen.

### Ontwikkeling van het museum

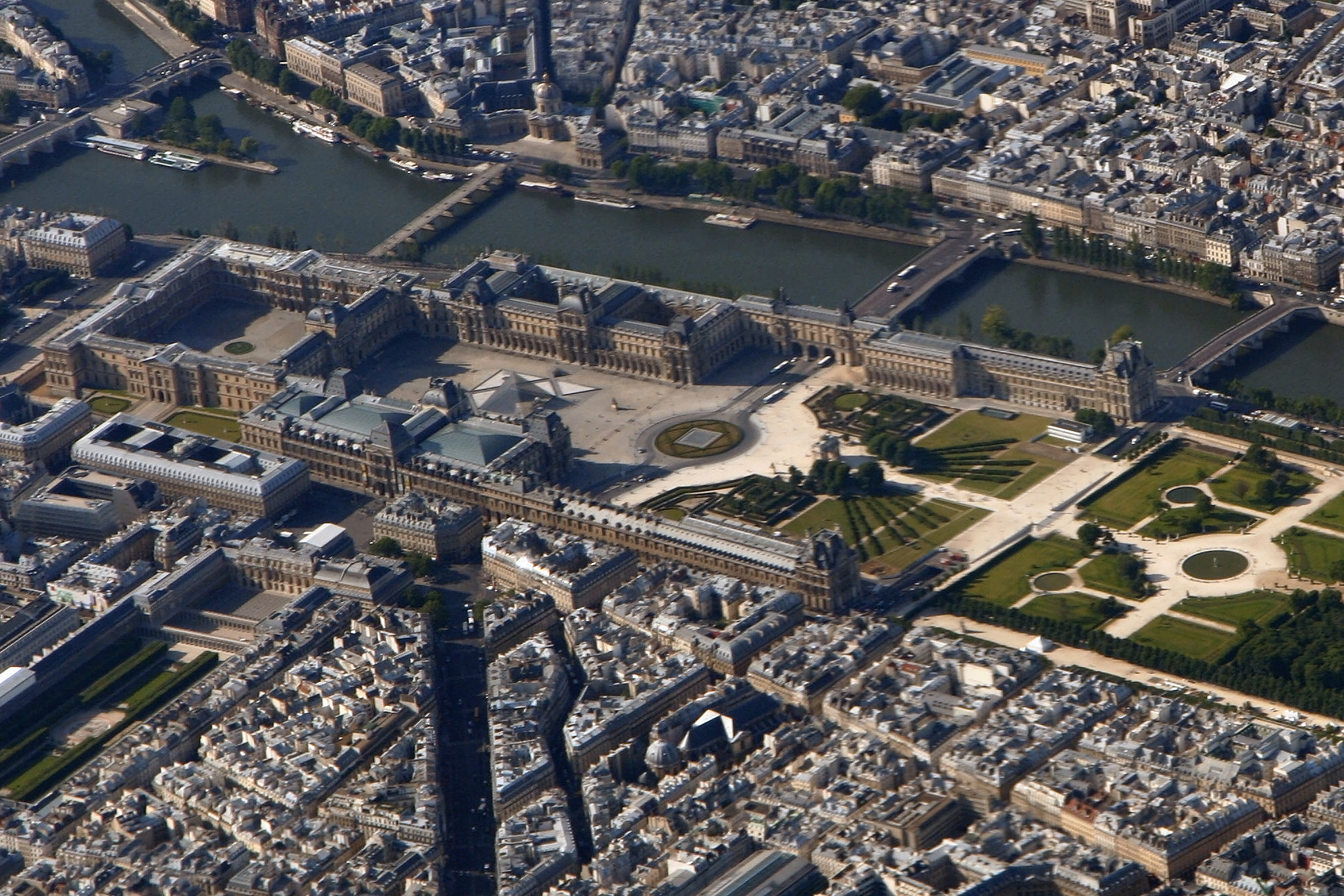
Het Louvre vanuit de lucht

In de jaren na 1793 was het Louvre vooral een plek voor kunstenaars om inspiratie op te doen. Ze hadden hier de hele week de tijd voor, het gewone publiek werd alleen op zondagen toegelaten.
Onder Napoleon Bonaparte kreeg het museum de naam Musée Napoléon, alhoewel het op dat moment nog steeds geen museum was in de huidige zin van het woord. Dominique Vivant Denon, naamgever van een van de huidige vleugels, was de eerste directeur onder Napoleon. Samen met zijn baas, die dankzij zijn veldtochten veel kunst buit maakte, gaf hij de aanzet tot wat het Louvre nu is, een van de grootste musea ter wereld.
Zowel onder Napoleon I als onder Napoleon III werden er nog diverse uitbreidingen aan het gebouw toegevoegd, zoals de gehele Richelieu-vleugel. Nauwelijks was het complex voltooid of de Commune verwoestte in 1871 de Tuilerieën, zodat het Louvre tegenwoordig naar het westen toe niet meer afgesloten is.
Napoleon III maakte het mogelijk voor de gewone burgers om ook op andere dagen dan zondag het museum te bezoeken, waardoor het eindelijk zowel qua collectie als openbare toegang een modern museum werd. Ondanks tegenslagen, zoals de brand tijdens de Commune van Parijs, bleef het museum groeien.
Tijdens de Tweede Wereldoorlog werden de belangrijkste kunstwerken geëvacueerd na de invasie van Duitsland; beeldhouwwerken en sculpturen werden ingekist en getransporteerd op vlucht voor de nazi's. Vele kunstwerken zoals de Mona Lisa en de Venus van Milo gingen een onzekere toekomst tegemoet.

### Renovatie 1981 - 1999

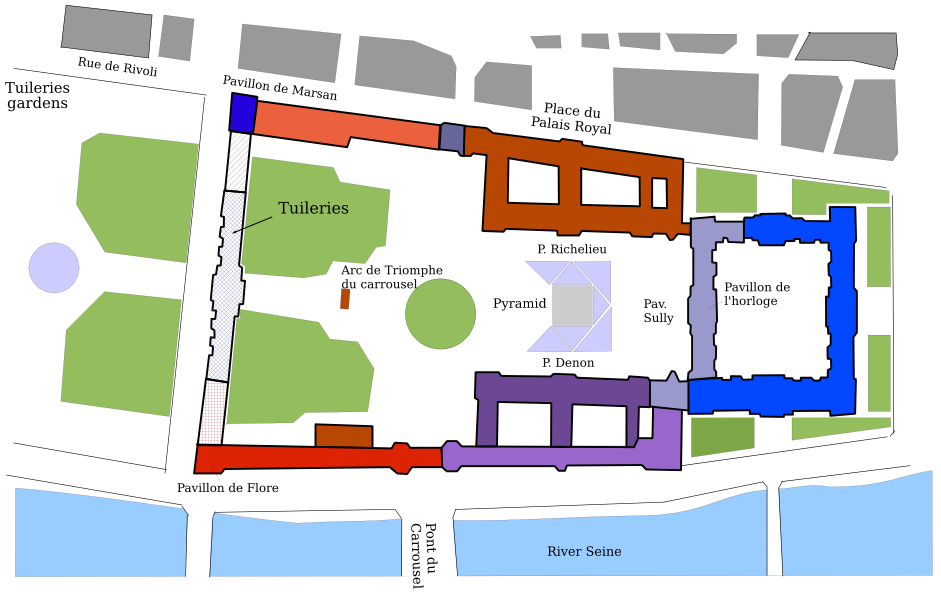
Kaart van het Louvre

De laatste grote uitbreiding, buiten de in een gebouw van dergelijke omvang gebruikelijke renovaties en verbouwingen, vond tijdens het presidentschap van François Mitterrand plaats, zeker niet schuw van grote projecten (Grands Oeuvres, zie ook Bibliothèque nationale de France). Er werd besloten om naast het toevoegen van de Richelieu-vleugel aan het museum, toen in gebruik als onderdeel van het ministerie van Financiën, het hele museum herin te richten en grondig aan te passen. Dit project duurde van 1981 tot 1999 en stond onder leiding van de Chinees-Amerikaanse architect I.M. Pei. De huisstijl werd in 1988 ontworpen door Pierre Bernard. I.M. Peis plan deed in eerste instantie veel stof opwaaien in Franse kringen, vooral door de toepassing van moderne architectuur in een belangrijk Frans cultuuricoon. Het grootste struikelblok was de Piramide van het Louvre, bedoeld om de ondergrondse toegangshal te markeren en van daglicht te voorzien. Uiteindelijk verstomde het protest en de uitbreidingen en aanpassingen maakten van het Louvre het op twee na grootste museum ter wereld. Alleen het Metropolitan Museum of Art in New York en de Hermitage in Sint-Petersburg zijn groter.

### Uitbreidingen buiten Parijs
Sinds 2004 werd gewerkt aan uitbreiding van het Louvre buiten de muren van Parijs. In de stad Lens in Noord-Frankrijk werd op een voormalig mijnterrein een modern museumgebouw gepland dat jaarlijks ruim een half miljoen bezoekers moet aankunnen. De opening van Louvre-Lens was in december 2012.
In 2005 begonnen de eerste gesprekken met ontwikkelaars uit het emiraat Abu Dhabi voor de bouw en samenwerking in het Louvre Abu Dhabi. De overeenkomsten volgden in 2007, de opening in november 2017.

### Experimenten
Bij het Louvre staat men tevens open voor ongebruikelijke experimenten waarbij bezoekers aan de hand van nieuwe technologieën bijvoorbeeld een rondleiding kunnen krijgen door het museum. Dit was het geval in het begin van 2012, toen Mario-bedenker Shigeru Miyamoto rondleidings-software demonstreerde met het gebruik van een Nintendo 3DS-spelcomputer.
Vanaf 2014 werkte het Louvre ook geregeld samen met de Amerikaanse technoartiest Jeff Mills. Hij maakte er diverse muzikale filmprojecten en nam met de Frans-Russische componist Mikhaïl Rudy het album When Time Splits op in het Auditorium.

## Collectie

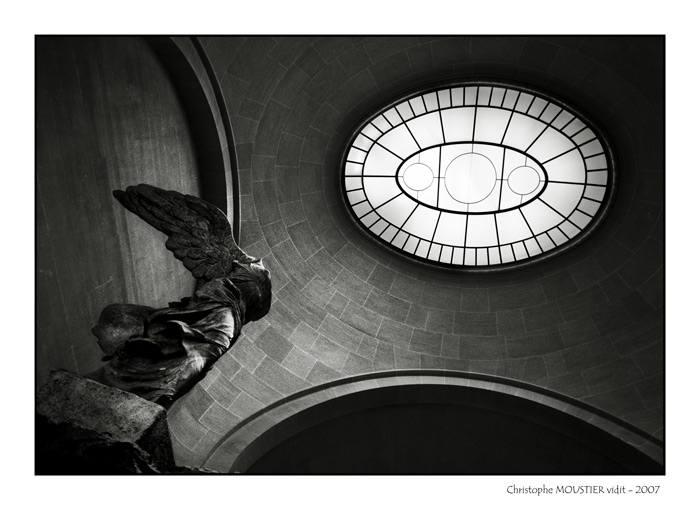
Nikè van Samothrake

De belangrijkste collectieverwervers waren in chronologische volgorde de koningen Karel V en Frans I, koningin Maria de' Medici, Kardinaal de Richelieu, koning Lodewijk XIV en Napoleon Bonaparte. Zij verzamelden onder andere topstukken als de Mona Lisa en de Venus van Milo.
De collectie van het Louvre is in acht afdelingen onderverdeeld en loopt van werken van de grote beschavingen uit de oudheid tot aan de eerste helft van de 19e eeuw. Werken uit latere perioden zijn ondergebracht in andere musea in Parijs, waaronder het Musée d'Orsay. Oudheden uit sommige culturen zijn ook elders ondergebracht; zo is de Aziatische kunst te vinden in het Musée Guimet. Het Louvre wil met haar collecties naar eigen zeggen een encyclopedie van de kunsten zijn. De collecties zijn als volgt onderverdeeld:
- Midden-Oosterse oudheden
- Kunst van de Islam
- Egyptische oudheden
- Griekse, Etruskische en Romeinse oudheden
- Beeldhouwkunst
- Kunstvoorwerpen
- Westerse Schilderkunst
- Grafische kunst

### Afdeling schilderkunst
De afdeling schilderkunst biedt een van de meest complete overzichten ter wereld. Uiteraard is de Franse schilderkunst het best vertegenwoordigd. Hier zijn de hoogtepunten de grote verzameling werken van Nicolas Poussin en hoofdwerken van Jacques-Louis David (De eed der Horatiërs), Ingres (Het Turkse bad) en Eugène Delacroix (De dood van Sardanapalus). Maar ook schilders als Georges de La Tour, Jean Antoine Watteau, François Boucher, Jean-Honoré Fragonard, Jean-Baptiste Siméon Chardin en Théodore Géricault zijn uitstekend vertegenwoordigd.
De Italiaanse schilderkunst van de veertiende nu tot en met de achttiende eeuw is uitstekend vertegenwoordigd. Het zwaartepunt van de verzameling valt in de zestiende eeuw met beroemde werken van Leonardo da Vinci (Mona Lisa), Rafaël (La belle jardinière), Titiaan (Le concert champêtre) en Veronese (De bruiloft te Kana). Andere beroemde namen zijn onder meer Mantegna, Caravaggio en Francesco Guardi.
De collectie Nederlandse en Vlaamse schilderkunst behoort eveneens tot de beste ter wereld. De verzameling primitieve schilders is klein maar omvat een hoofdwerk van Jan van Eyck (De Maagd van kanselier Rolin). Van Rubens is er onder meer de cyclus van 24 enorme schilderijen die gebeurtenissen uit het leven van Maria de' Medici uitbeelden, van Van Dyck is er het bekende portret van de Engelse koning Karel I (Le roi à la chasse). De Zigeunerin van Frans Hals, Bathseba met de brief van koning David van Rembrandt en De kantwerkster van Vermeer vormen hoogtepunten in de Hollandse verzameling.
De Duitse, Spaanse en Engelse schilderkunst zijn met minder werken vertegenwoordigd, maar hier zijn werken van onder meer Hans Holbein de Jonge, Goya en William Turner te bewonderen.

### In boekvorm
Het Louvre presenteert de collectie ook buiten de museummuren, in boekvorm. Het museum publiceerde een tiental stripboeken van gerenommeerde Franstalige stripauteurs, waarin bekende en minder bekende stukken in een verhalende context worden gepresenteerd. 'Met hun smaakvolle boekenreeks morrelen het Louvre en uitgeverij Futuropolis dankbaar aan de grens tussen hoge en lage cultuur, tussen kijken en lezen. Met hun verhalende benadering actualiseren ze oude museumstukken en verleiden ze lezers en bezoekers zonder dat ze op hun hurken gaan zitten,' aldus het vakblad Museumvisie.

## Enkele getallen
- 72.735 m² tentoonstellingsruimte (2014).
- In totaal is het Louvre 160.000 m² groot.
- Het is geopend in 1793.
- Ruim 600.000 verschillende werken (grafische werken inbegrepen), waarvan 35.000 tentoongesteld (2018).[1]
- Jaarlijks komen er tot tien miljoen bezoekers naar het Louvre.
- Er werken in het Louvre ruim 2300 mensen (2018).[1]
- De grote piramide is gemaakt van 603 ruitvormige en 70 driehoekige ruiten van glas, exclusief de deuren.
- De lengte van alle gangen en zalen gecombineerd bedraagt 14,5 kilometer.

| Jaargang | Bezoekers            | Opmerking(en)                                                           |
| -------- | -------------------- | ----------------------------------------------------------------------- |
| 2015     | 8.600.000 bezoekers  |                                                                         |
| 2016     | 7.600.000 bezoekers  |                                                                         |
| 2017     | 8.100.000 bezoekers  |                                                                         |
| 2018     | 10.200.000 bezoekers | Record aantal bezoekers mede veroorzaakt door de videoclip van Beyoncé. |
| 2019     | 9.600.000 bezoekers  |                                                                         |
| 2020     | 2.700.000 bezoekers  | Het aantal bezoekers was lager in verband met het COVID-19.             |
| 2021     | 2.800.000 bezoekers  | Het aantal bezoekers was lager in verband met het COVID-19.             |
| 2022     | 7.800.000 bezoekers  |                                                                         |
| 2023     | 8.900.000 bezoekers  |                                                                         |

## Afbeeldingen

### Het voormalig Paleis

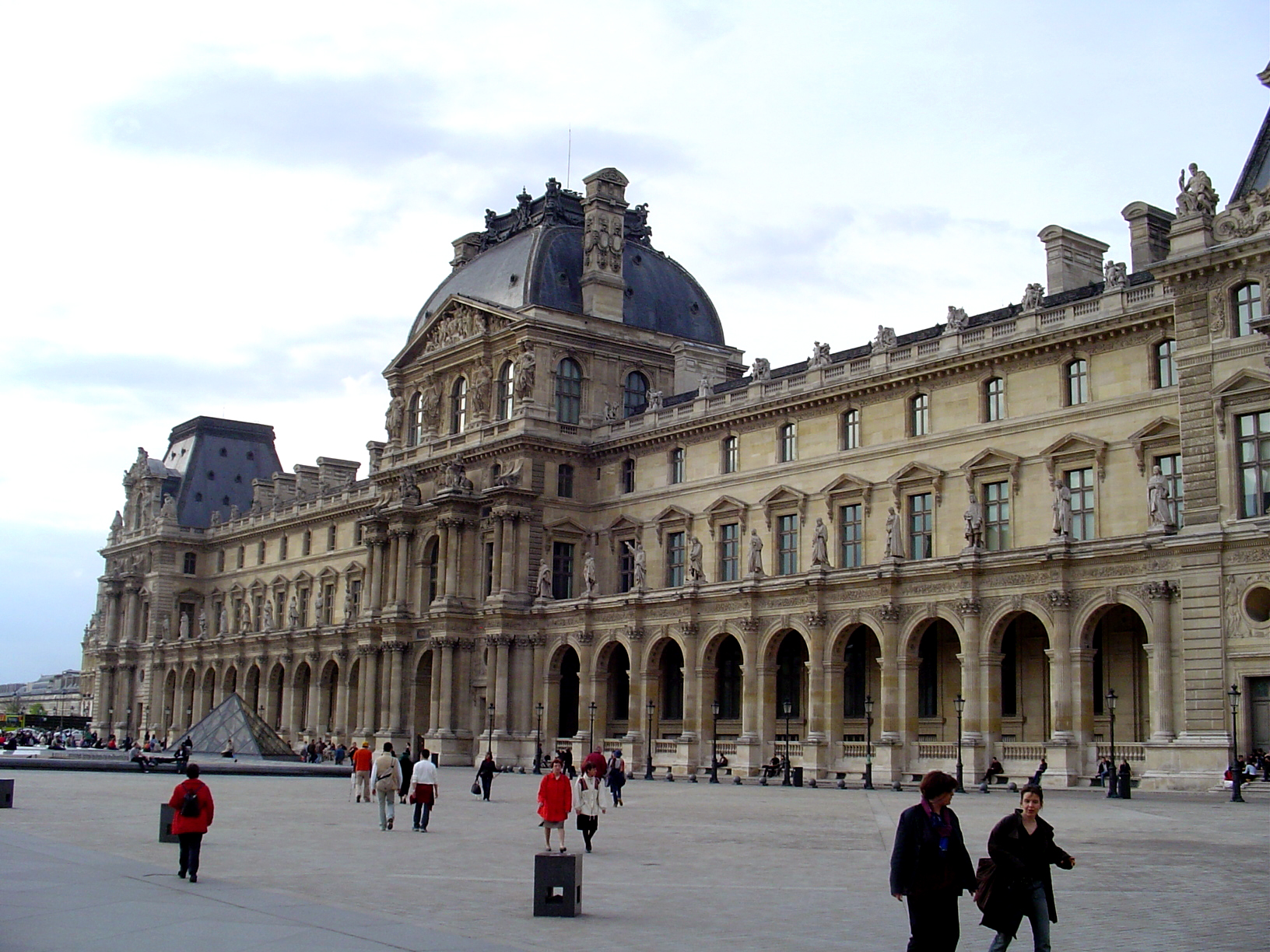
Rechtervleugel vanaf de binnenplaats
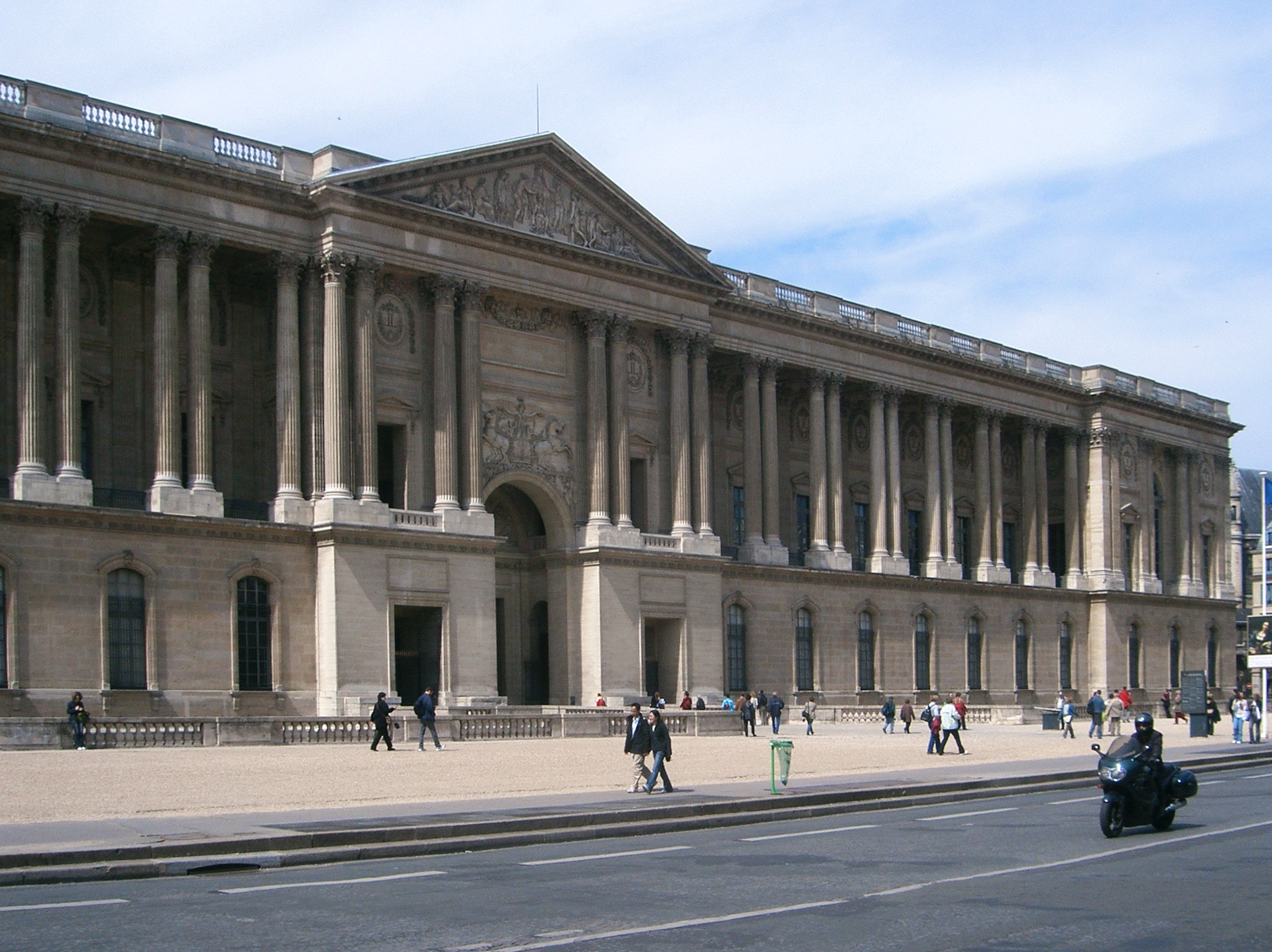
De Kolonnade
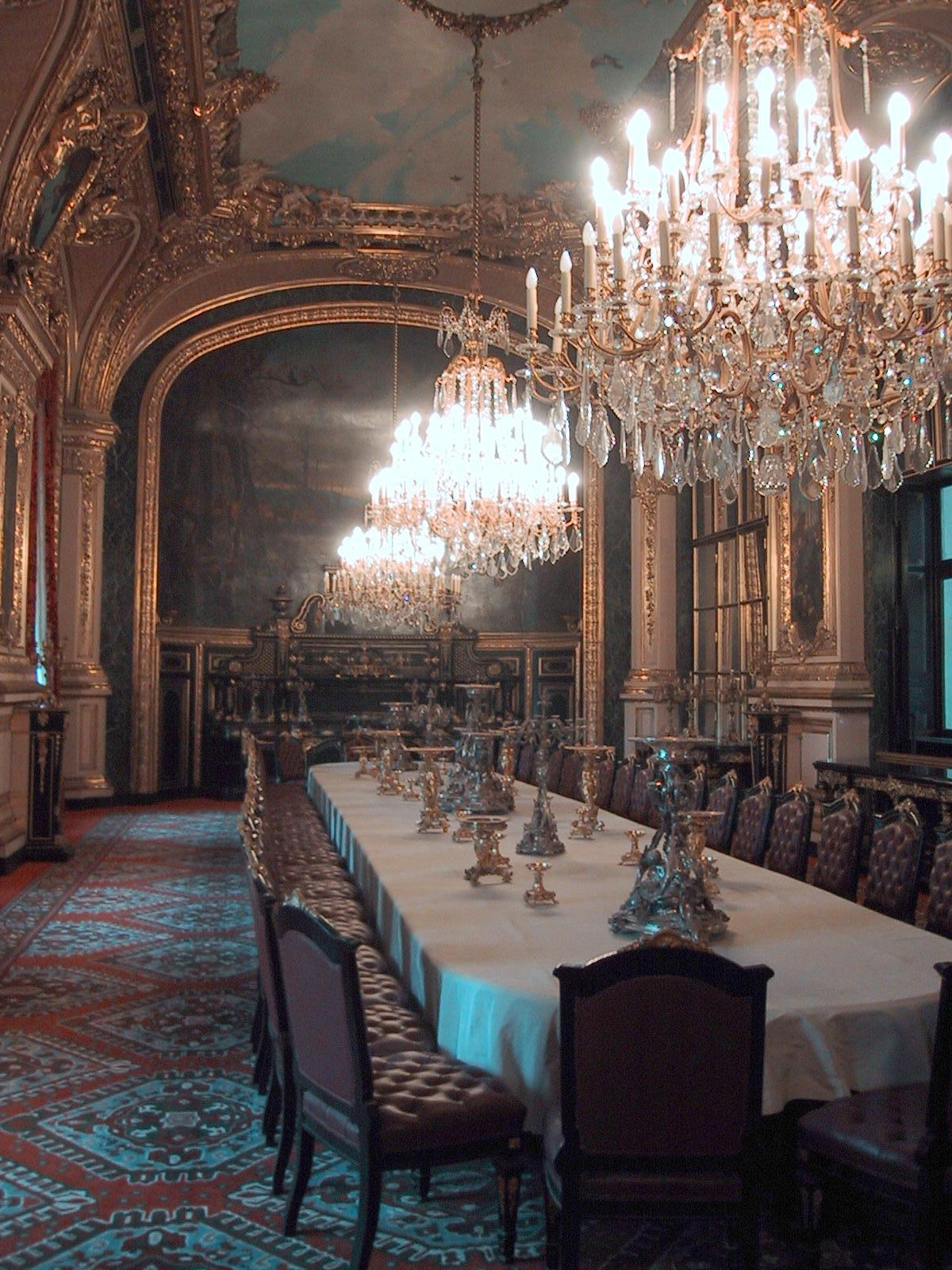
De eetzaal
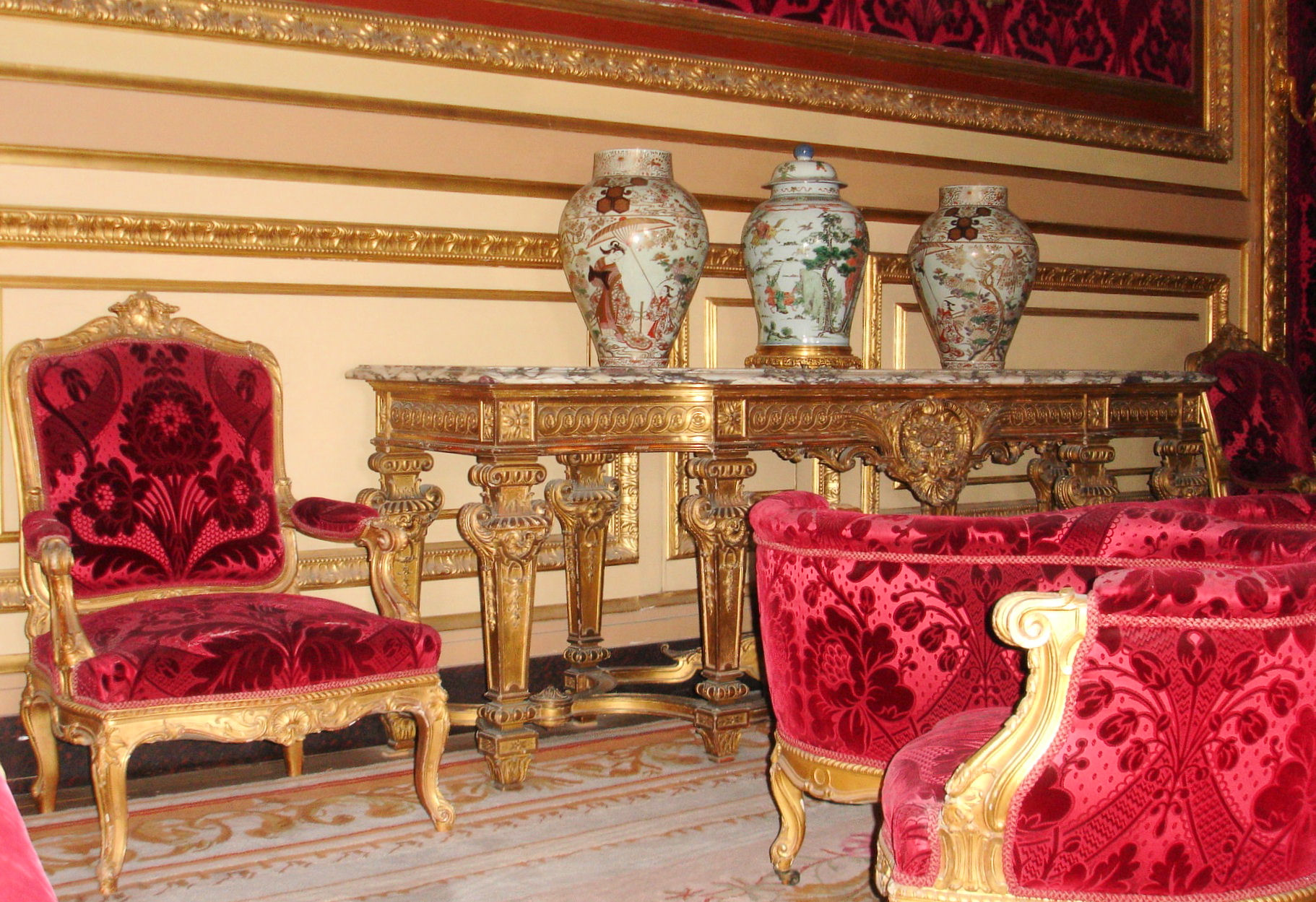
Appartement van Napoleon III
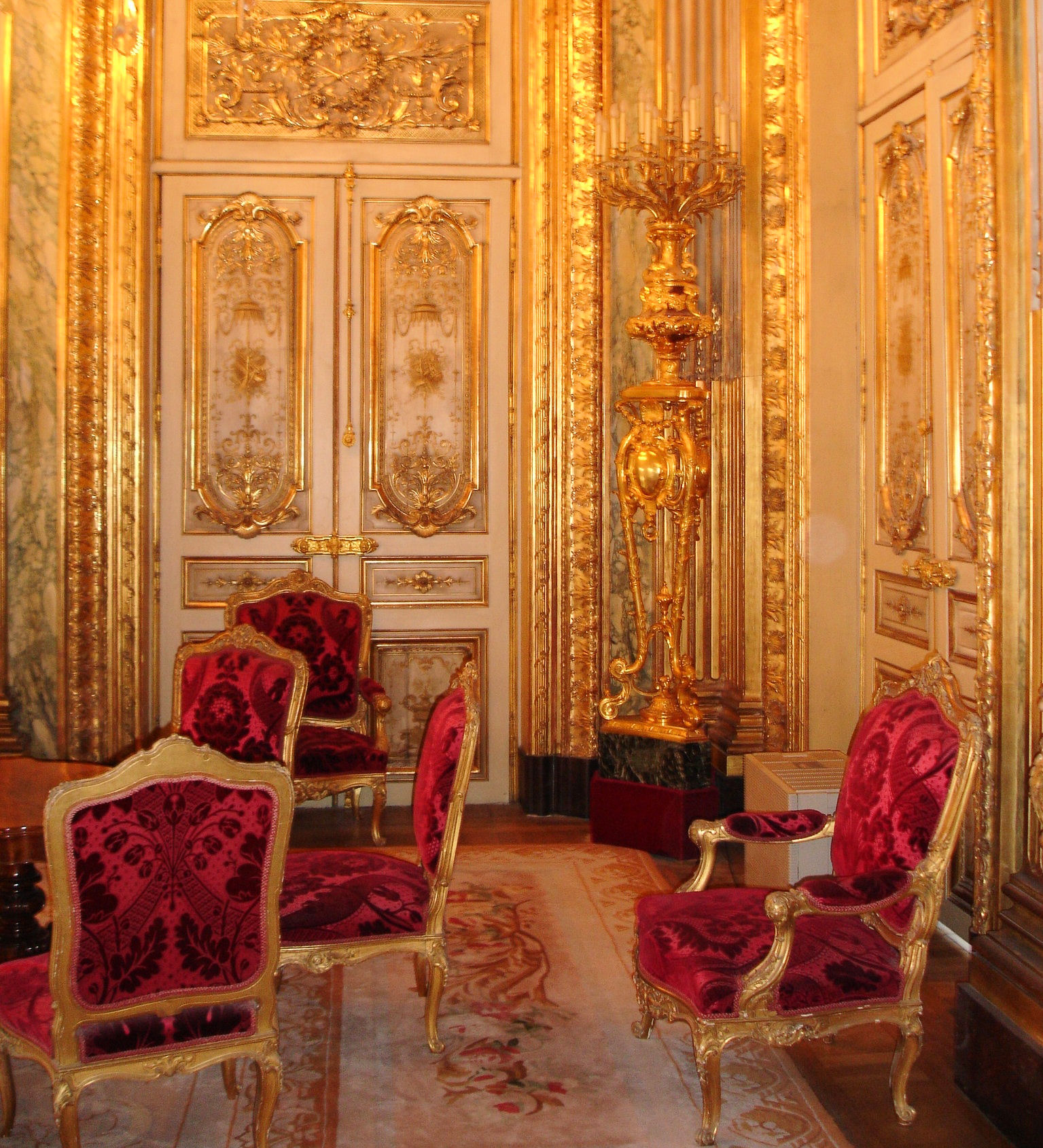
Grand Salon
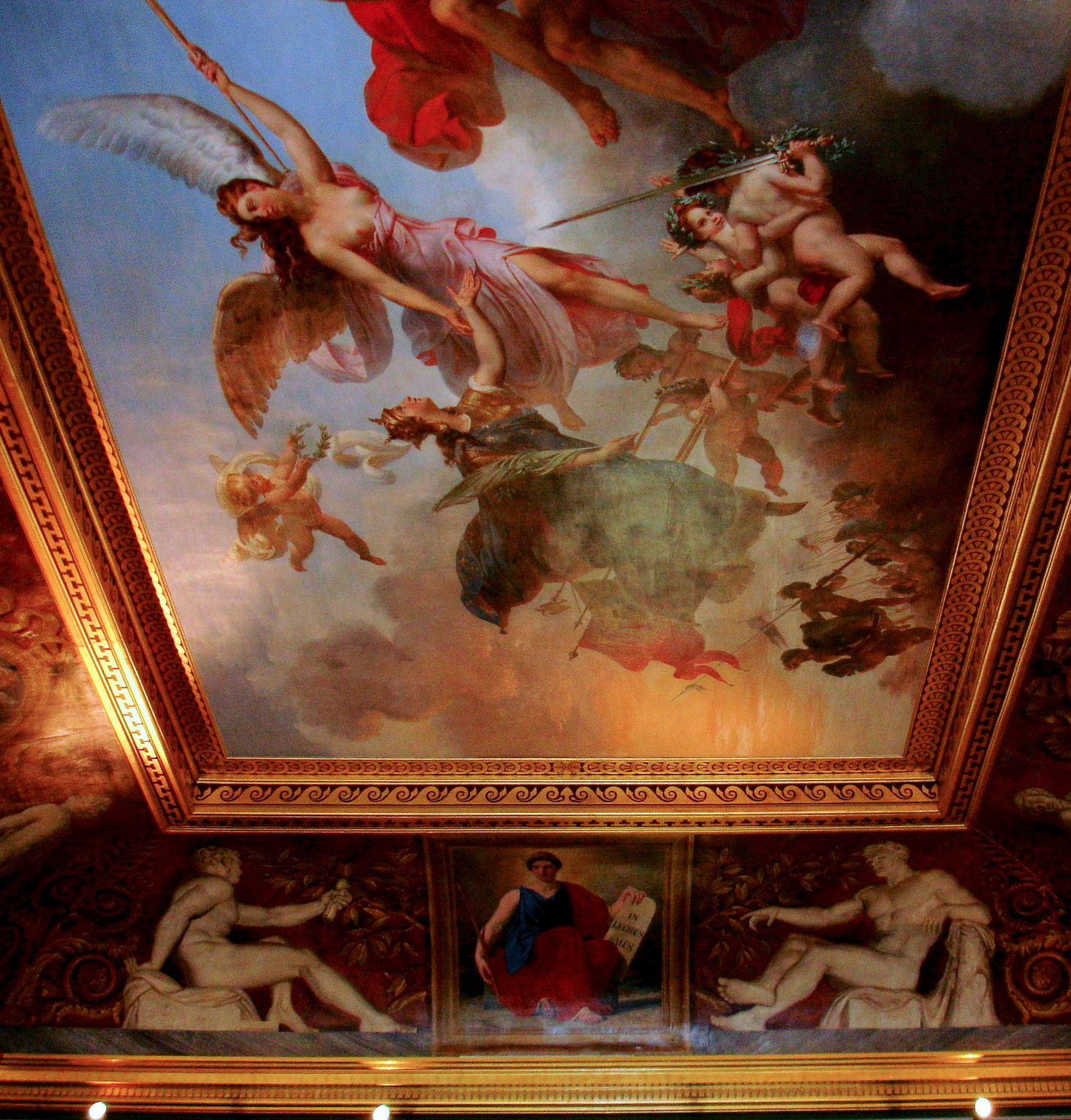
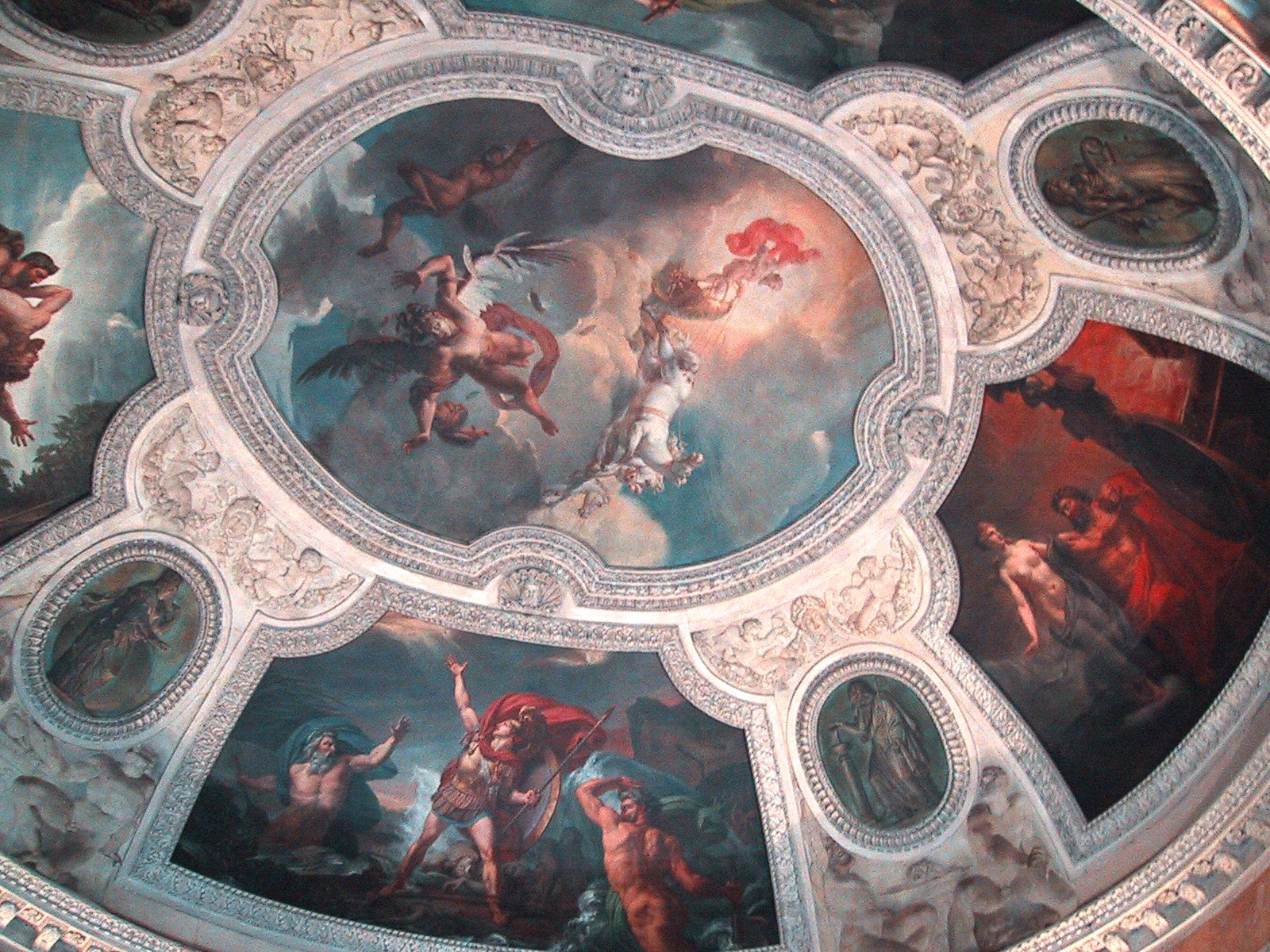
Rotunda van Apollo
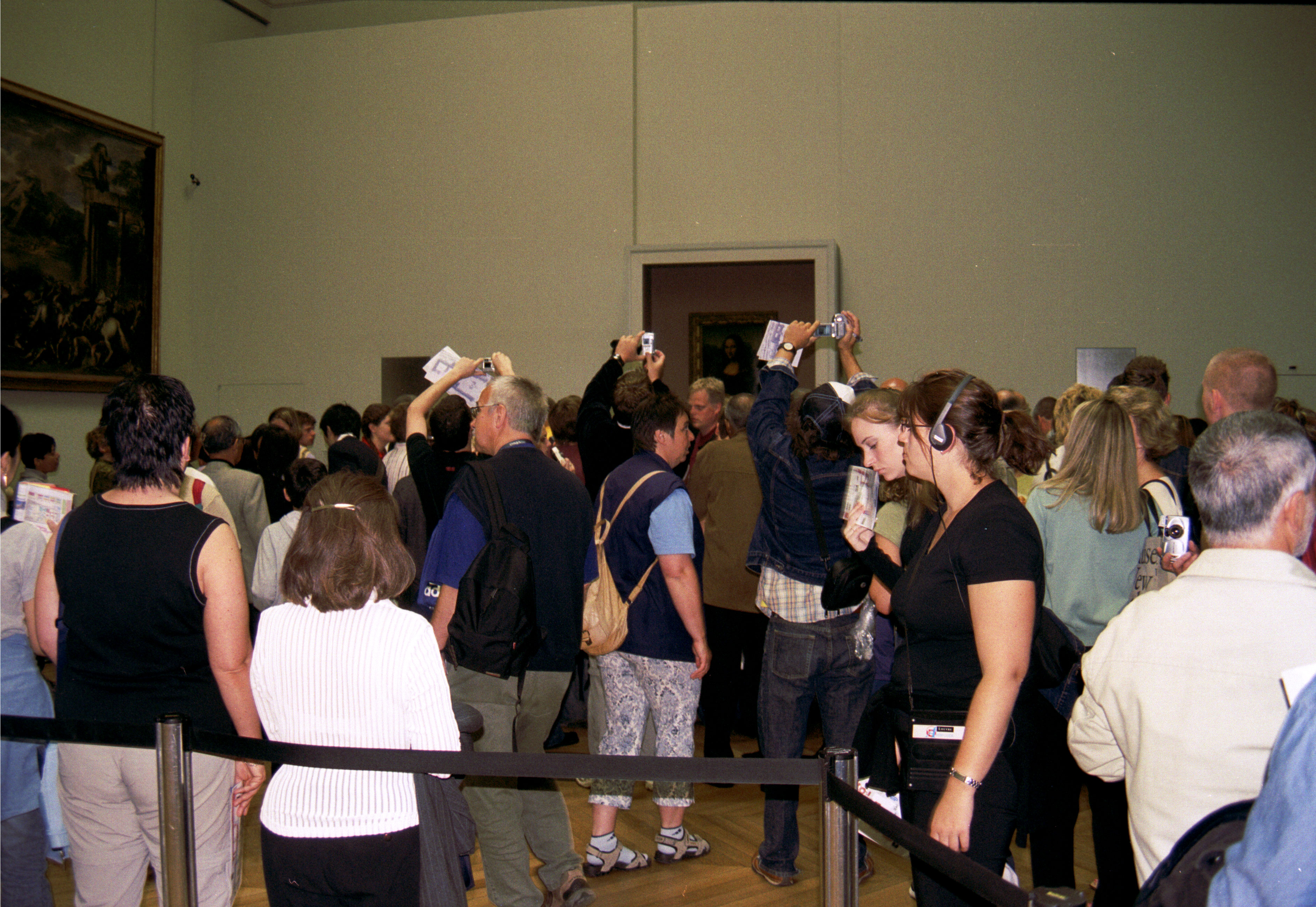
Bezoekers bekijken de Mona Lisa
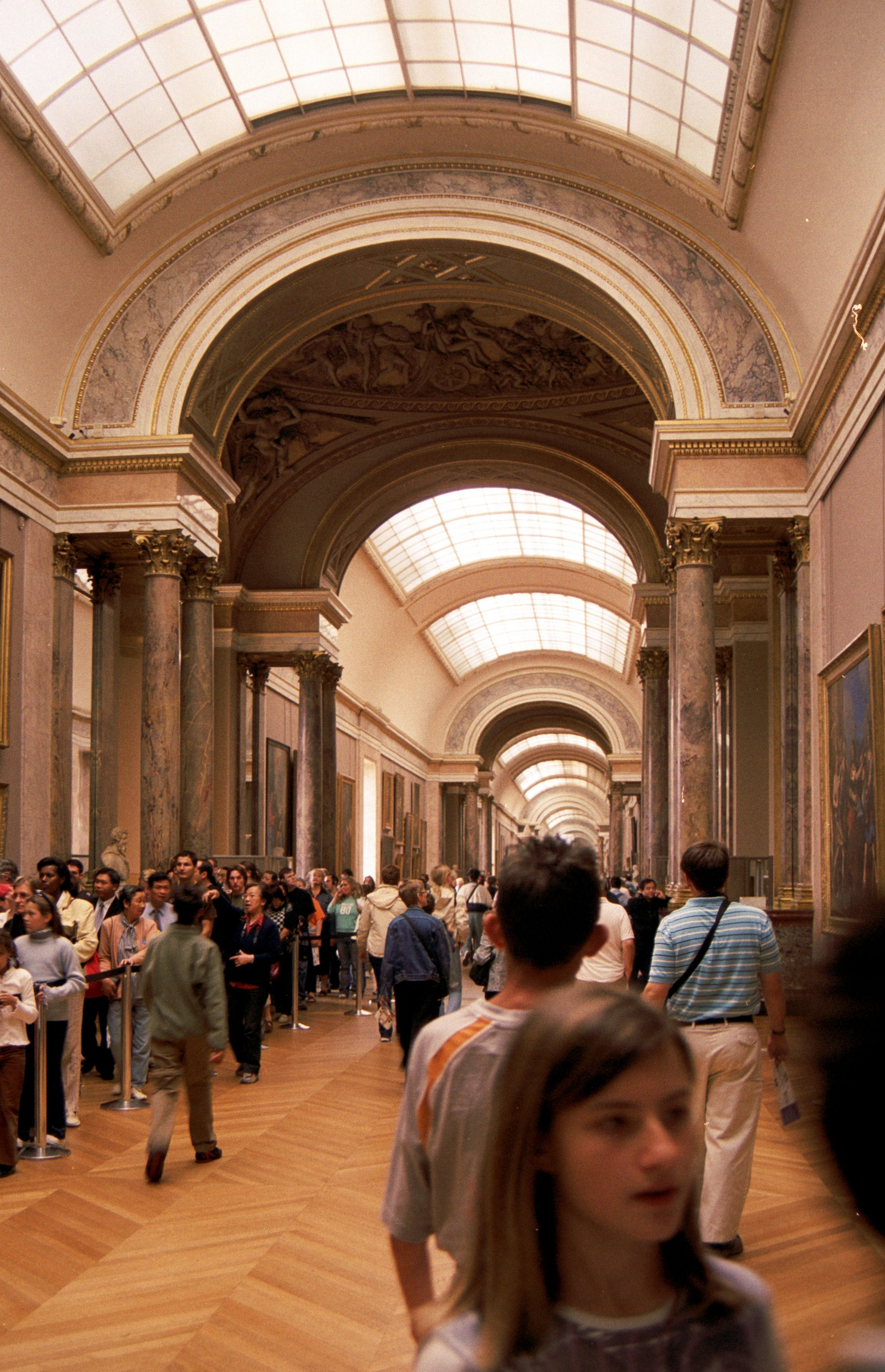
Gewelf

### Enkelemeesterwerkenuit de collectie

Venus van Milo
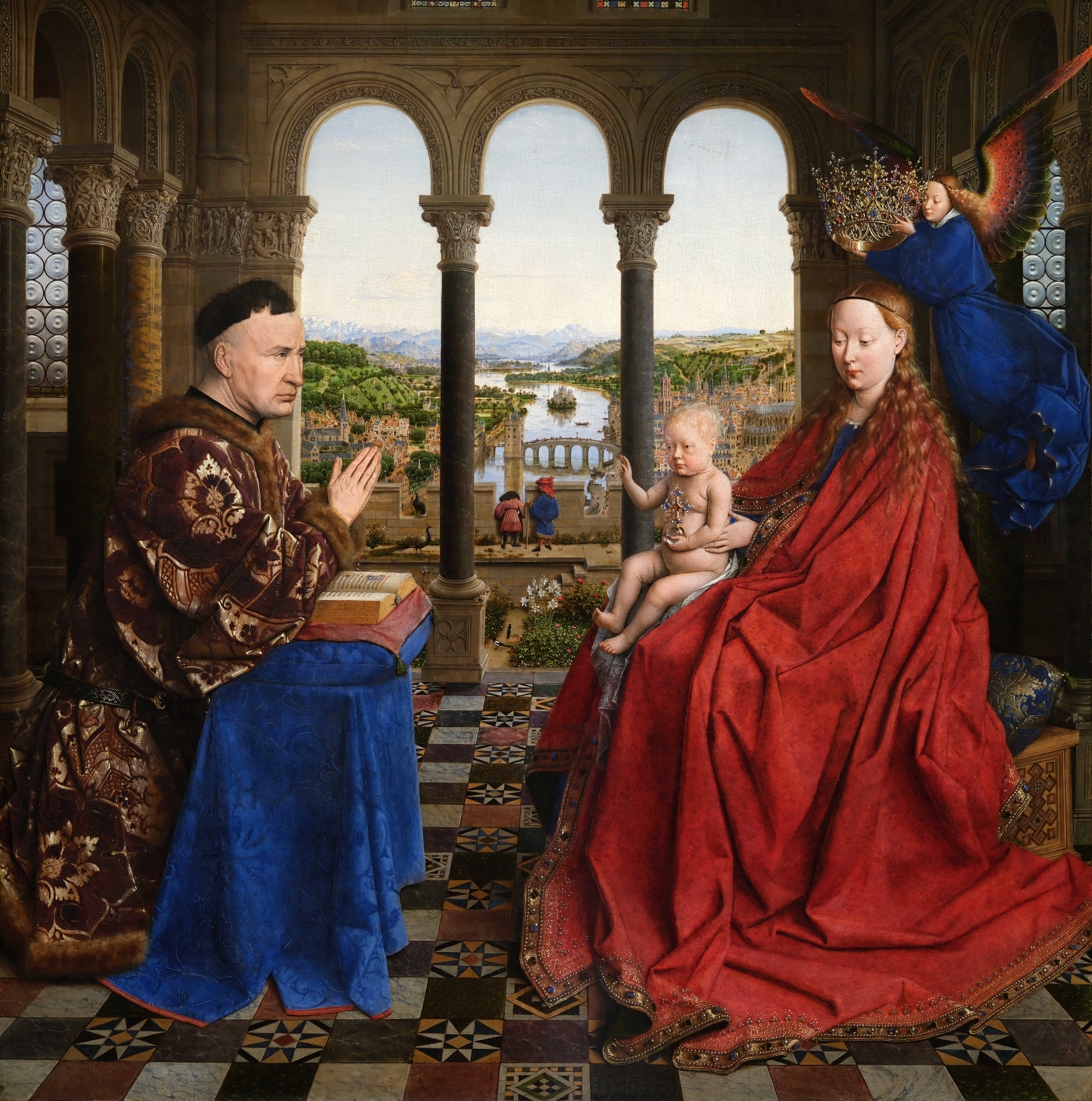
De Maagd van kanselier Rolin Jan van Eyck
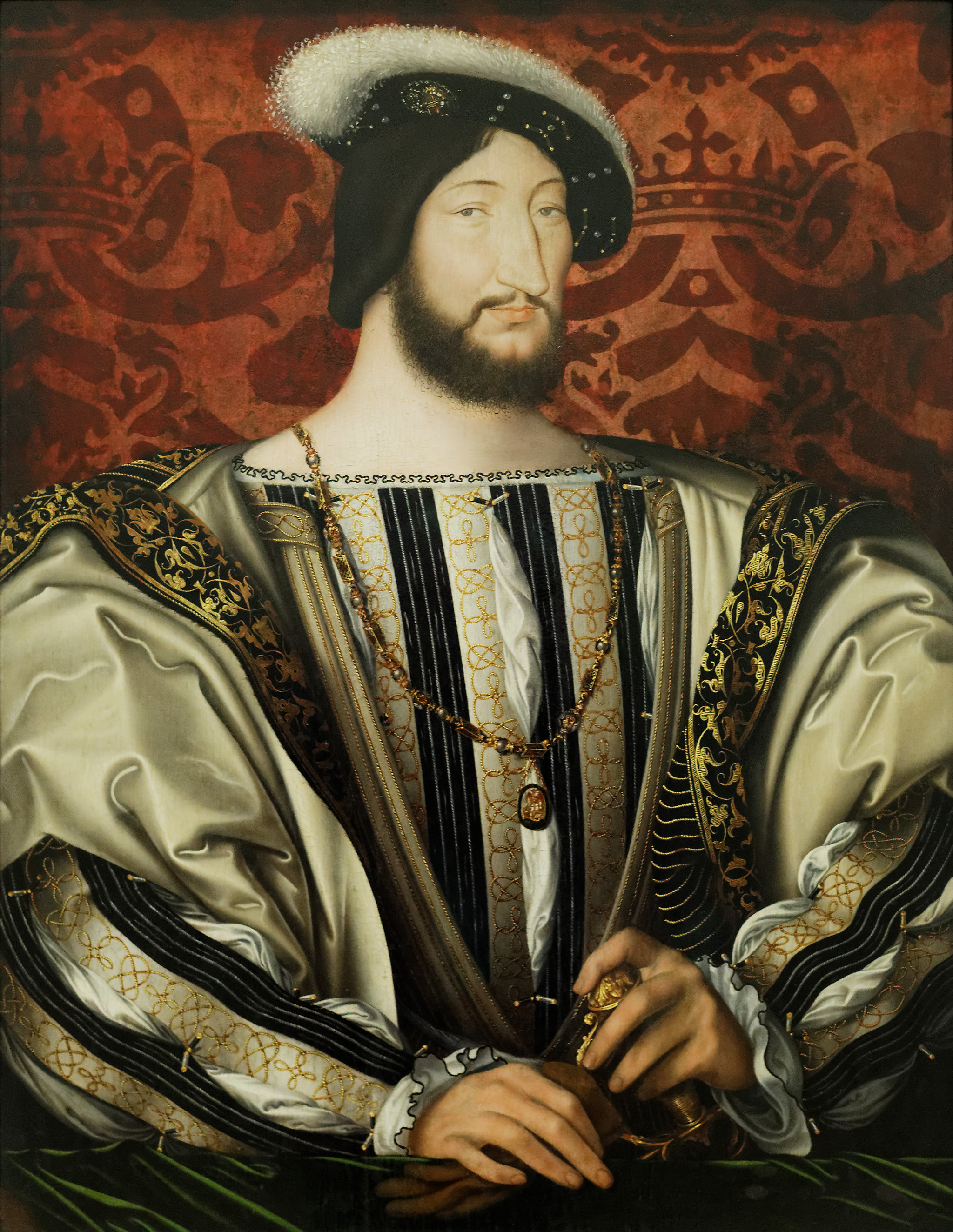
Frans I van Frankrijk Jean Clouet
De Kaartspelers Georges de La Tour
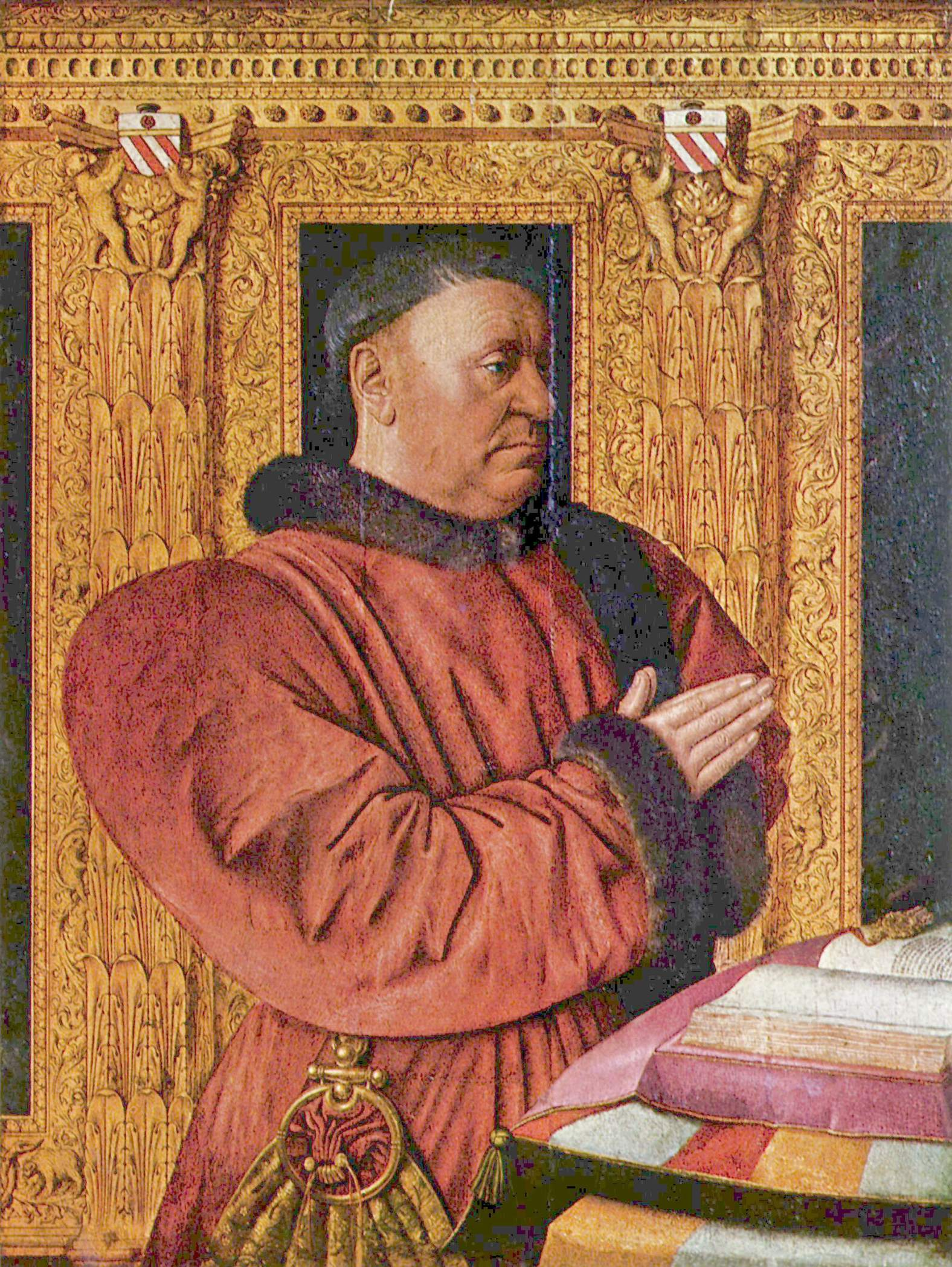
Guillaume Juvénal des Ursins Jean Fouquet
Mona Lisa Leonardo da Vinci
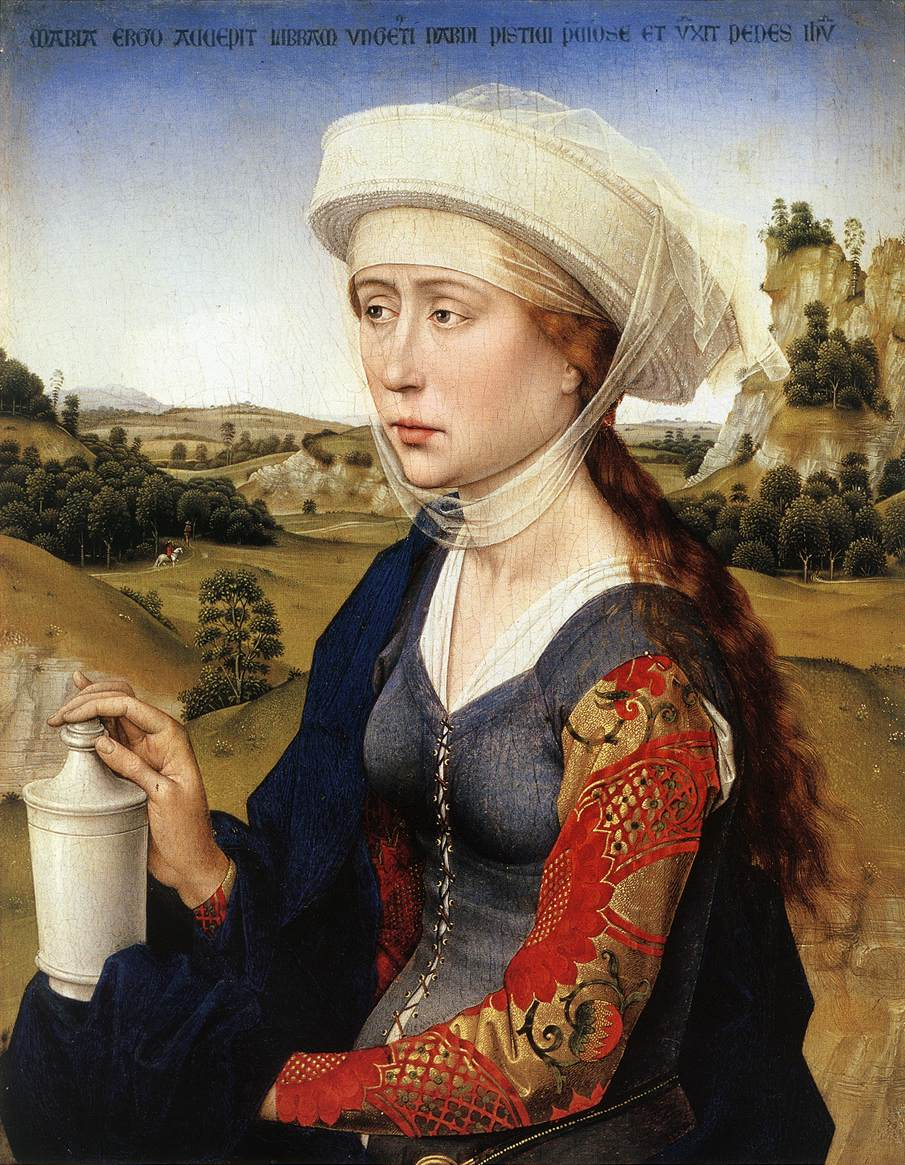
Maria Magdalena Rogier van der Weyden
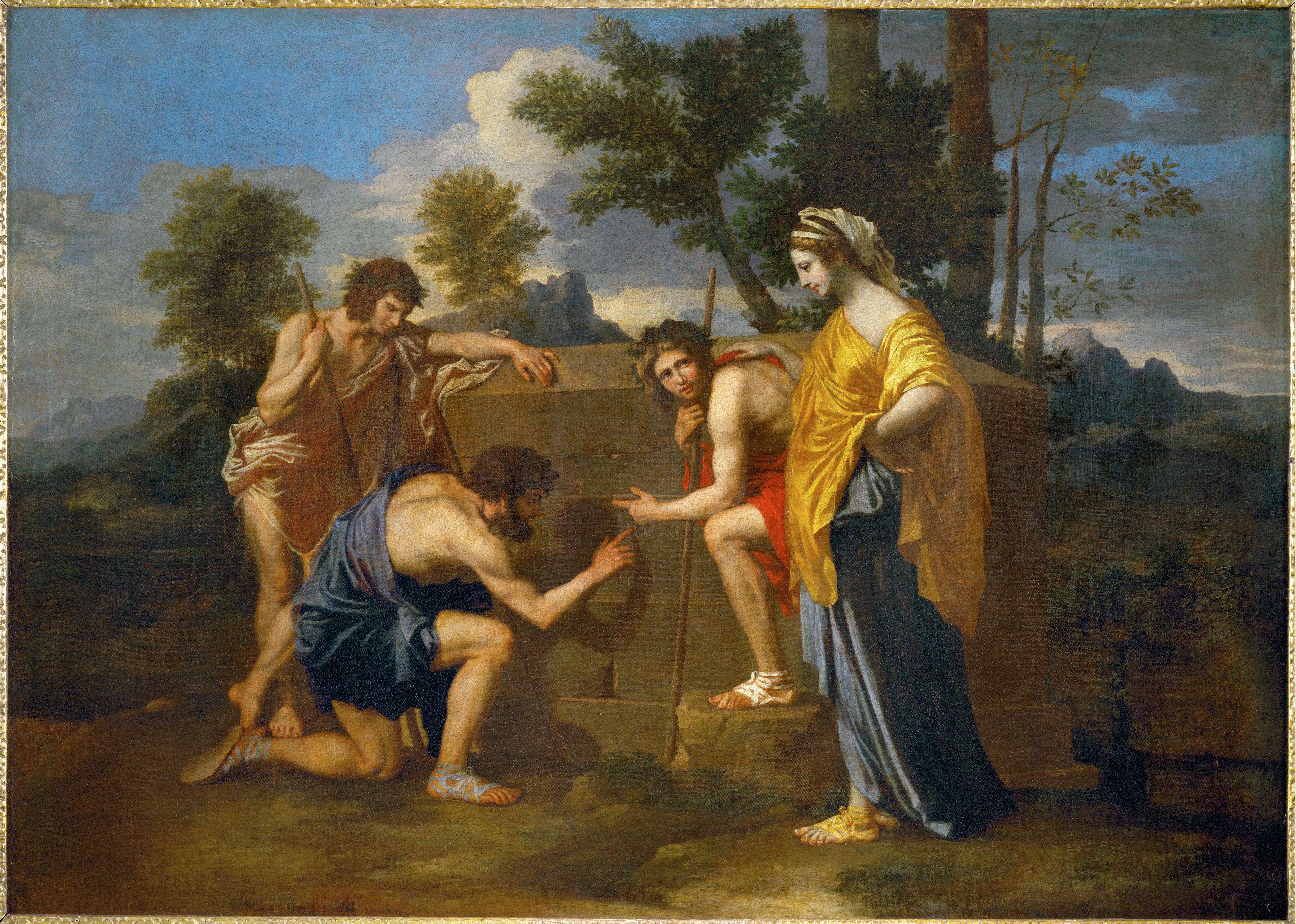
Et in Arcadia ego Nicolas Poussin
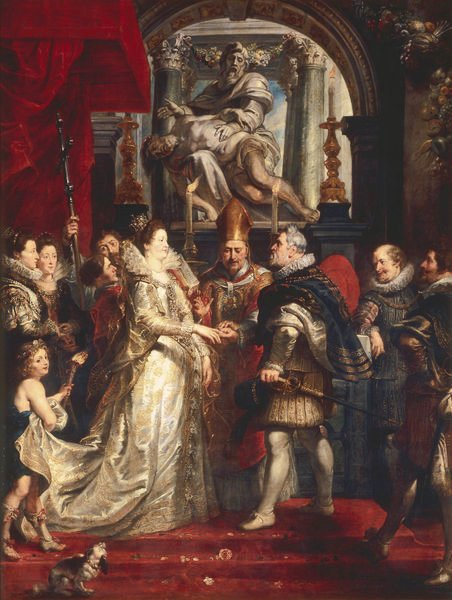
Hendrik IV en Maria de' Medici Peter Paul Rubens
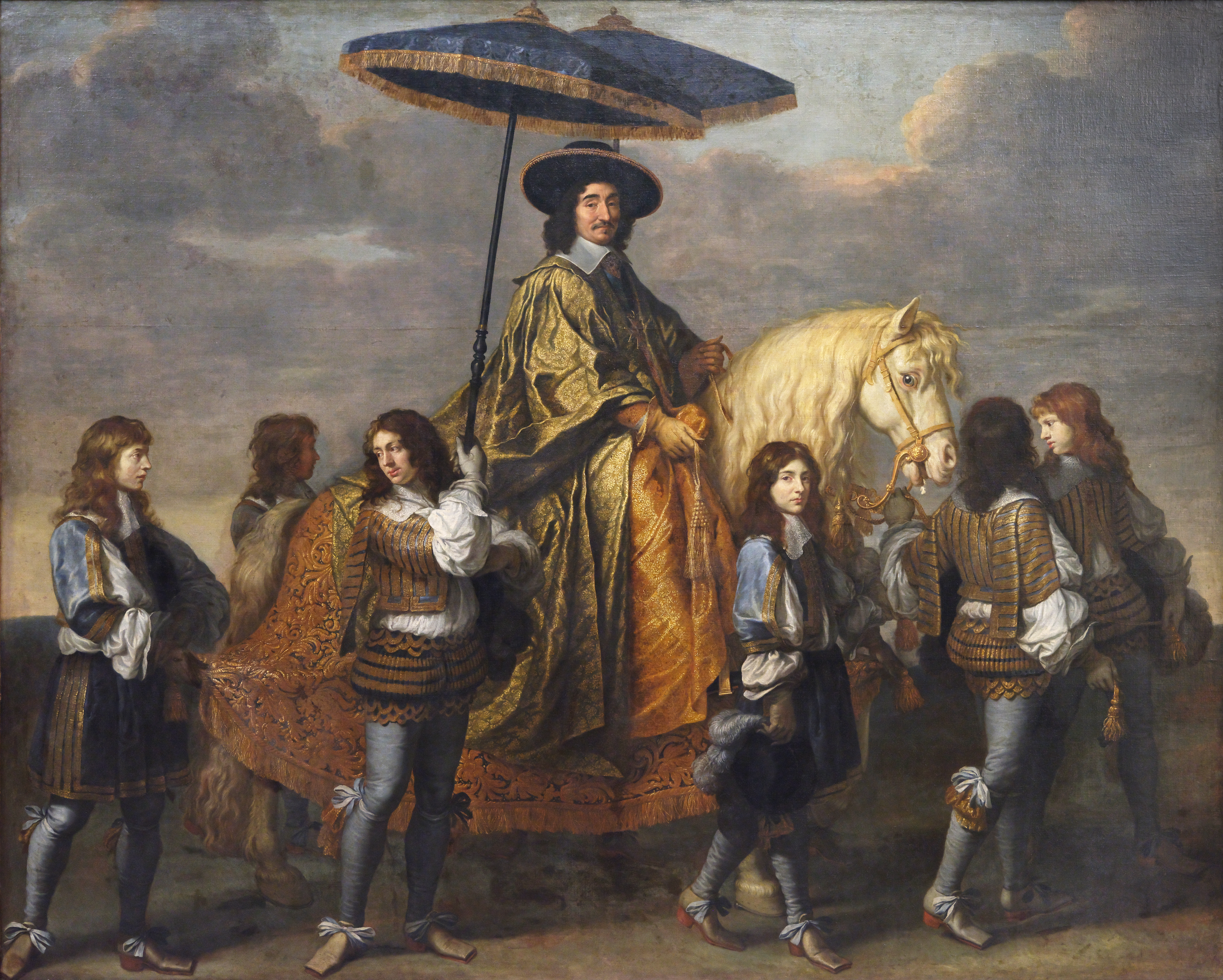
Kanselier Séguier Charles Le Brun
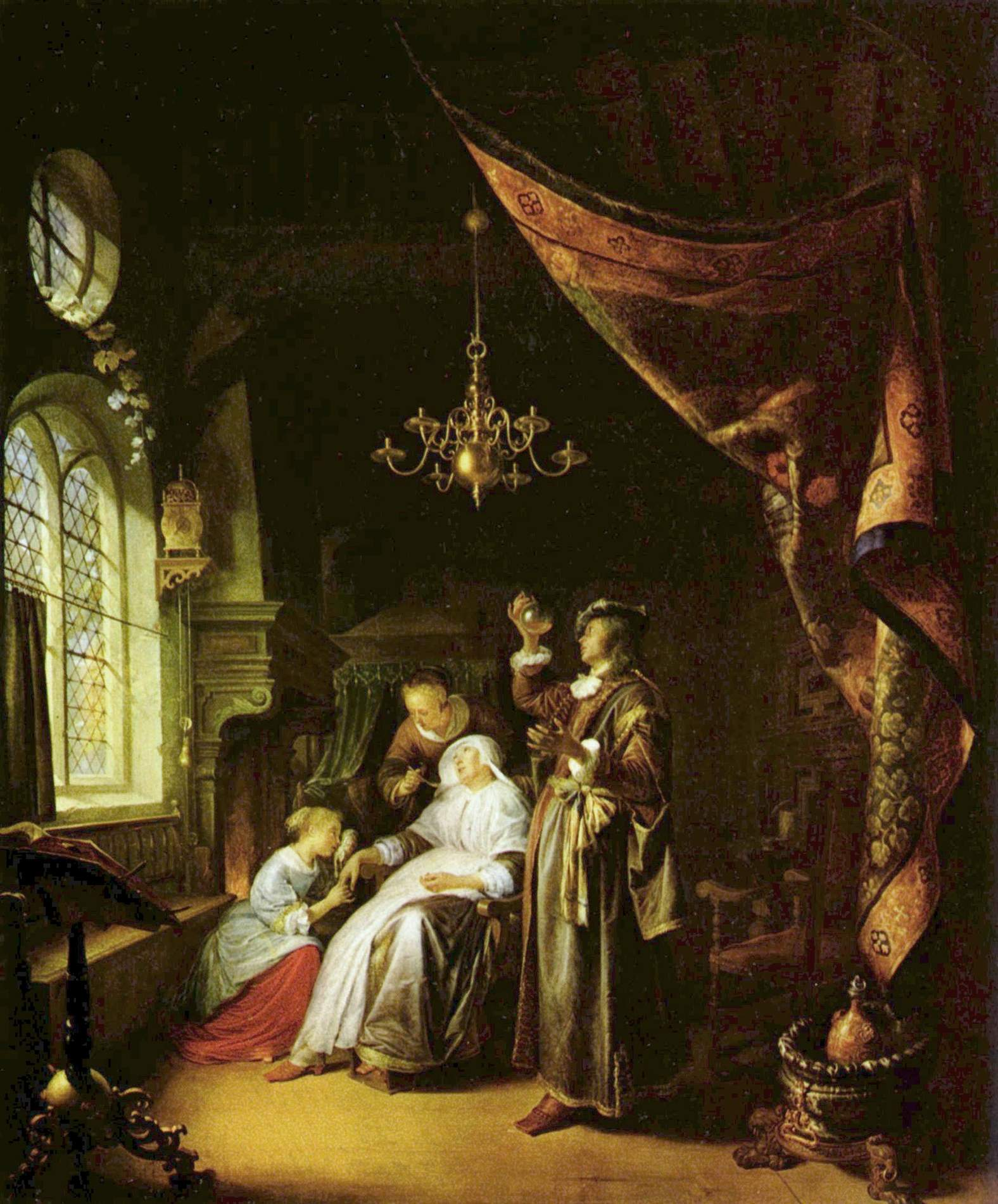
De waterzuchtige vrouw Gerrit Dou
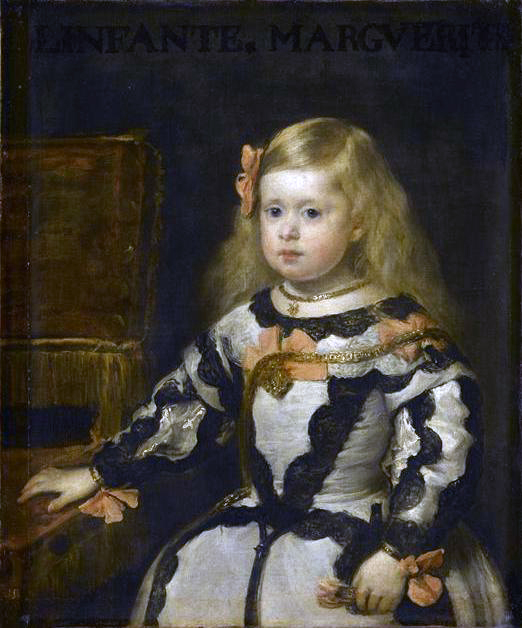
Maria Margarita Diego Velázquez
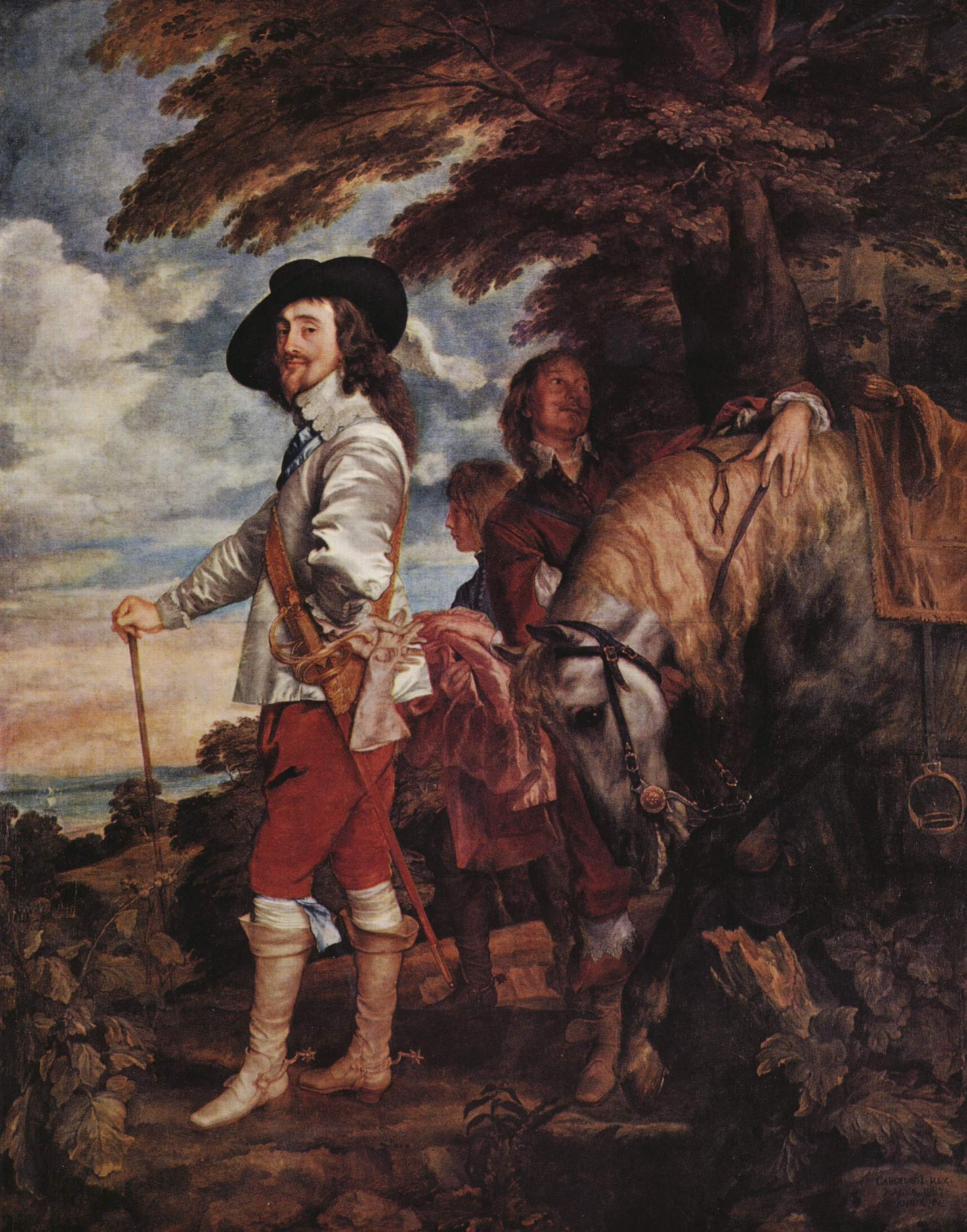
Karel I Antoon van Dyck
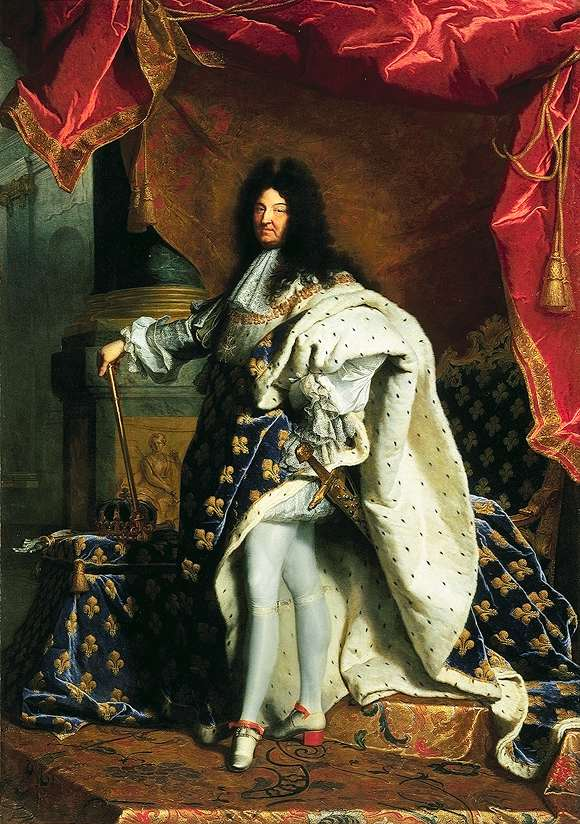
Lodewijk XIV Hyacinthe Rigaud
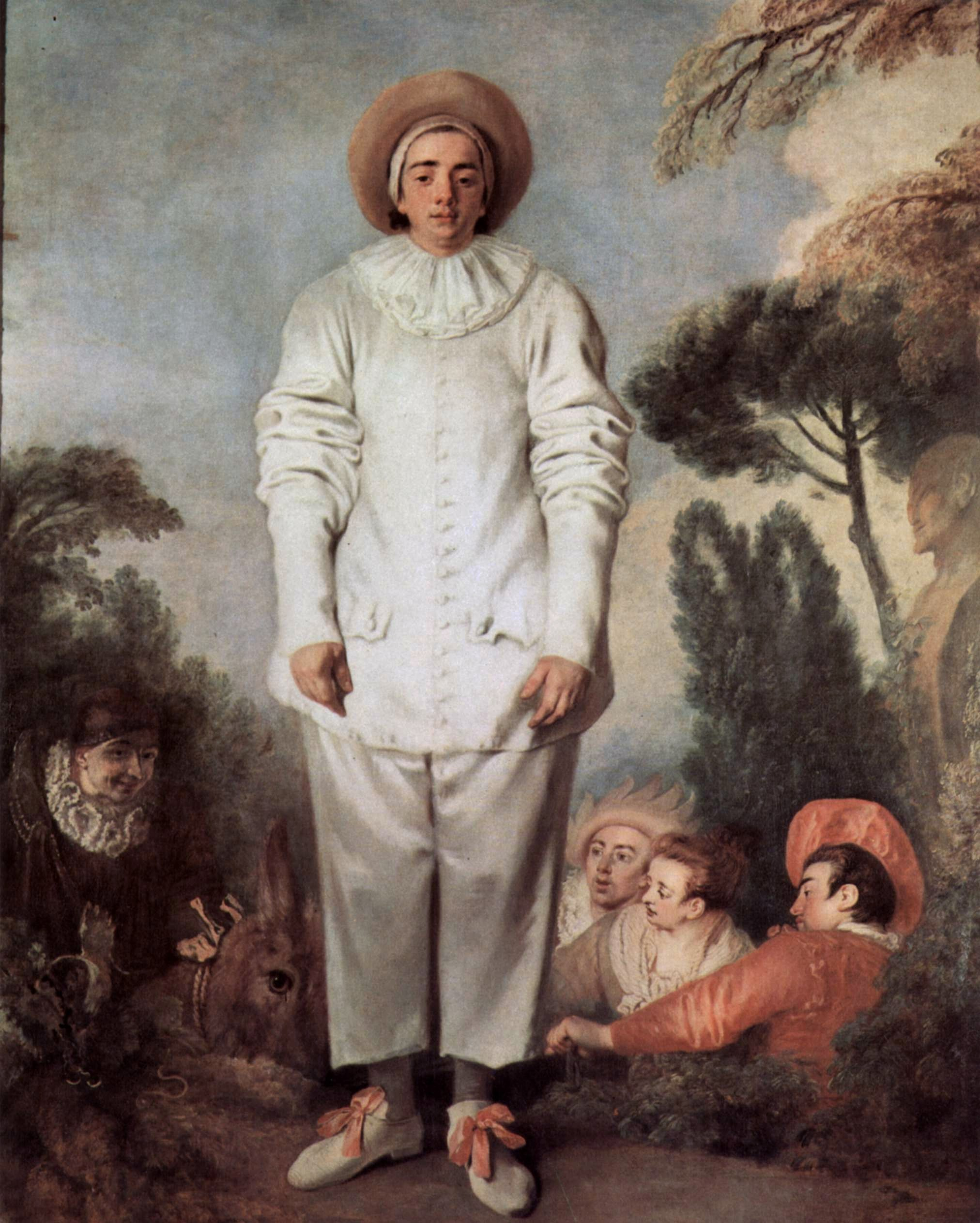
Gilles Antoine Watteau
Badende Diana François Boucher
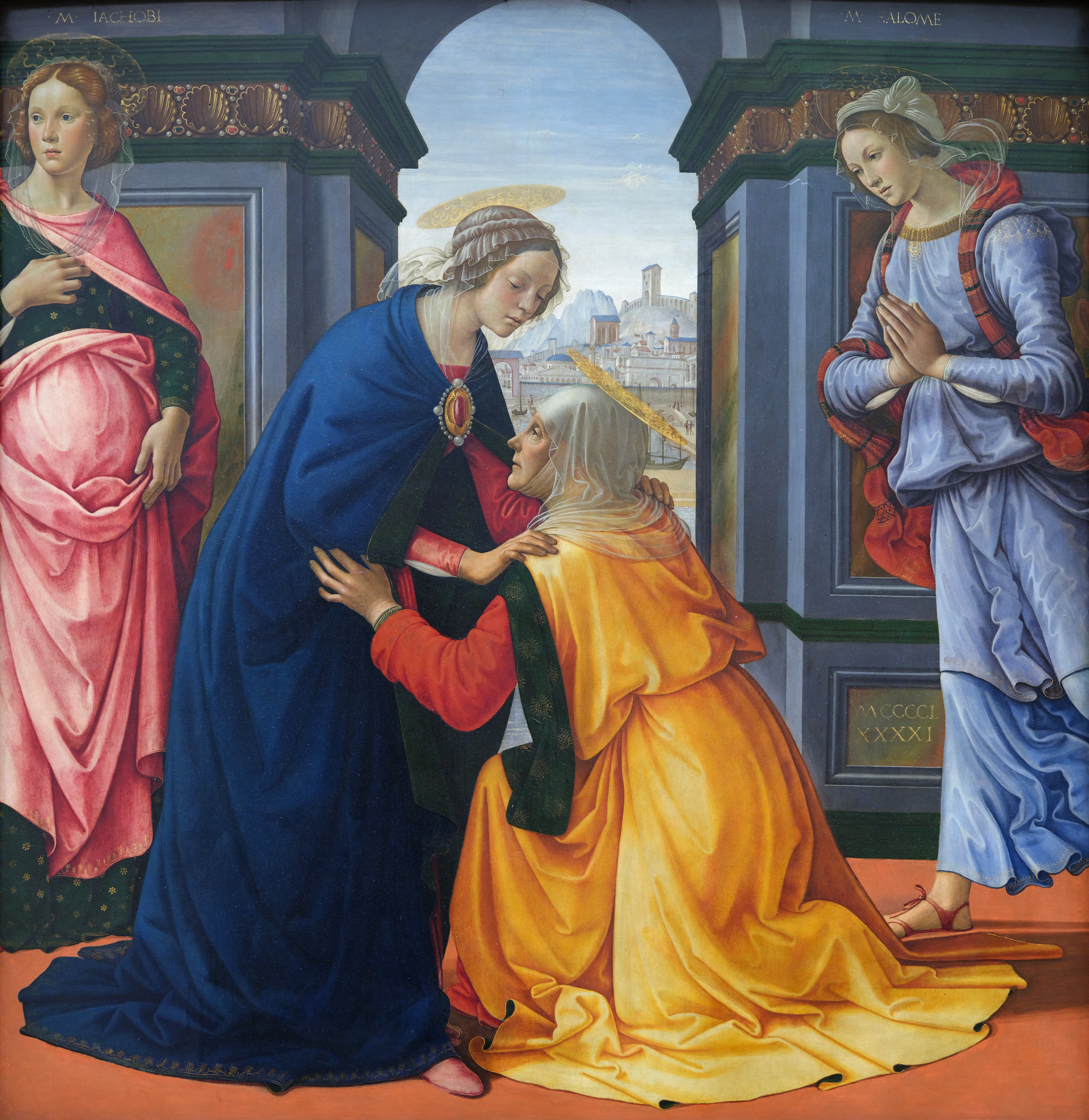
De bezoeking van Maria Domenico Ghirlandaio
Het Turkse bad Dominique Ingres
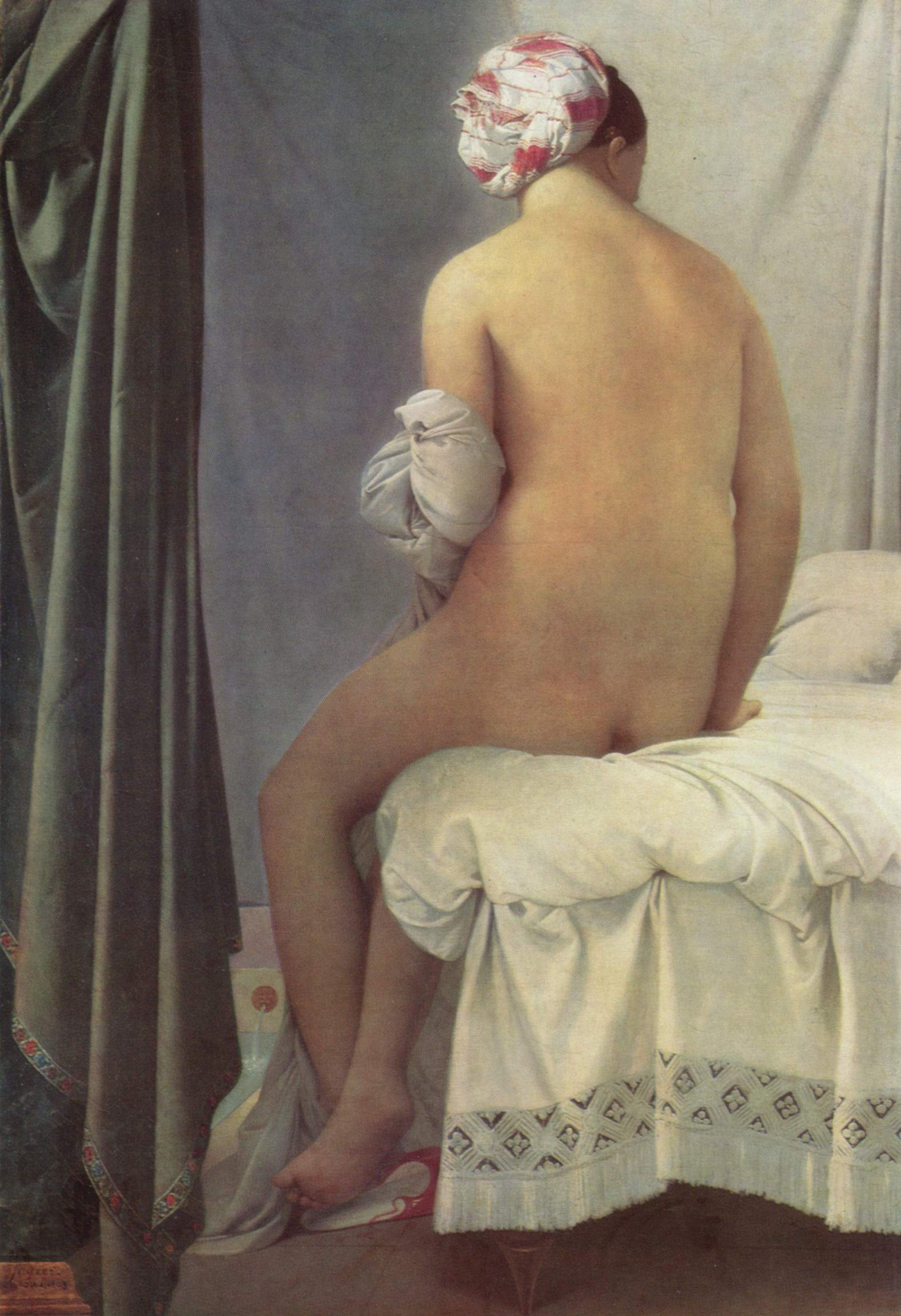
De baadster van Valpinçon Dominique Ingres
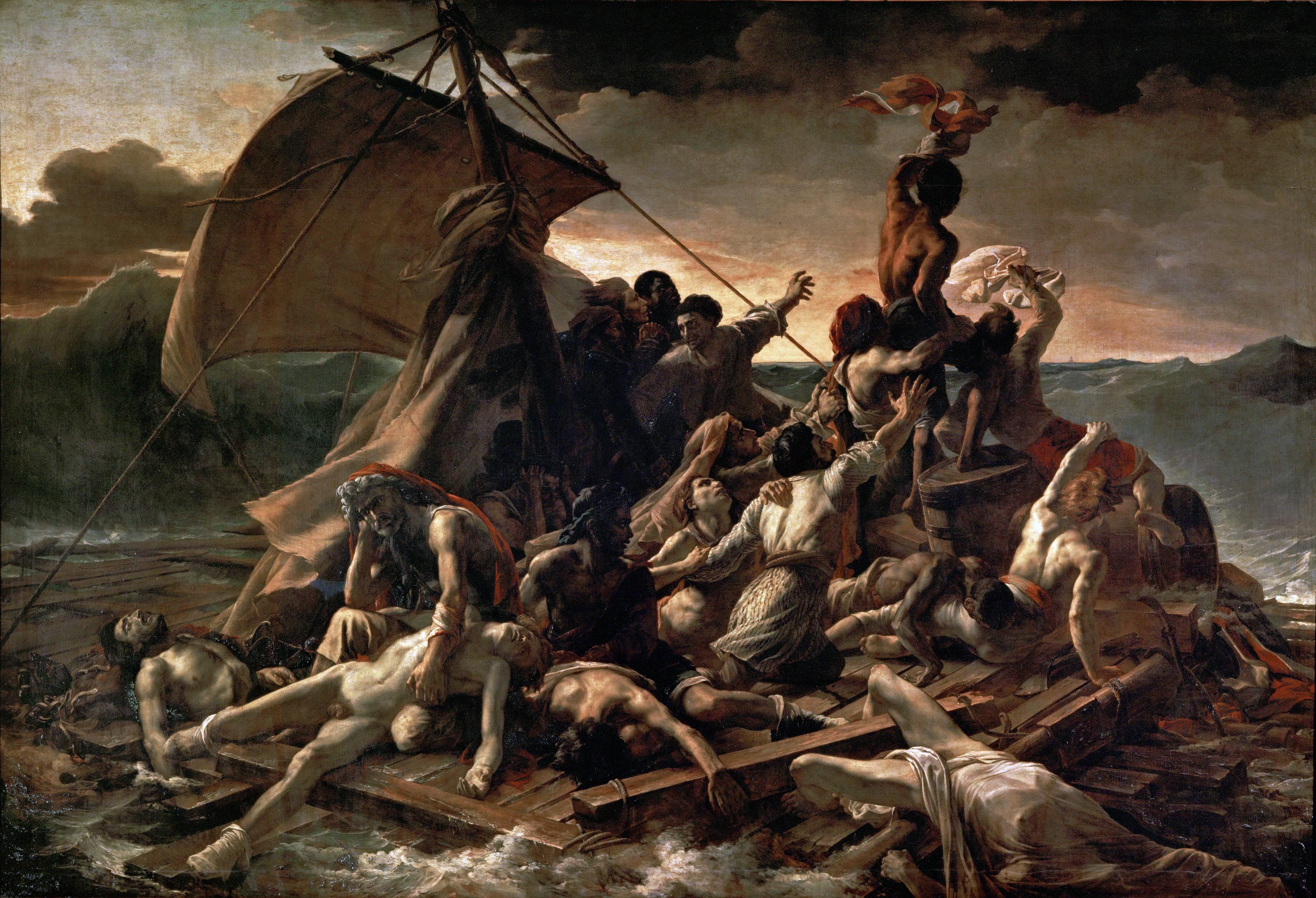
Het vlot van de Medusa Théodore Géricault
De Vrijheid leidt het volk Eugène Delacroix